# Dniepr (miasto)
Dniepr (ukr. Дніпро, Dnipro) – miasto w środkowo-wschodniej części Ukrainy, na obu brzegach Dniepru i u ujścia Samary. Na początku 2021 r., z liczbą 980 948 mieszkańców, Dniepr zajmował 4. miejsce wśród najludniejszych ukraińskich miast. Stolica obwodu dniepropetrowskiego.
W latach 1787–1796 oraz 1802–1926 miasto nosiło nazwę Jekaterynosław (ros. Екатеринослав, Jekatierinosław; ukr. Катеринослав, Katerynosław), w latach 1796–1802 Noworosyjsk (ros. Новороссийск, Noworossijsk; ukr. Новоросійськ, Noworosijśk), w latach 1926–2016 Dniepropetrowsk; (ukr. Дніпропетровськ, Dnipropetrowśk; ros. Днепропетровск, Dniepropietrowsk).
W mieście znajdują się znaczący węzeł kolejowy, metro, międzynarodowy port lotniczy, port nad Dnieprem. Jest to jeden z głównych ośrodków przemysłowych i kulturalno-naukowych Ukrainy. Funkcjonuje hutnictwo żelaza, przemysł metalurgiczny, maszynowy, elektromaszynowy, chemiczny, spożywczy, obuwniczy, drzewny, duża elektrownia cieplna. W czasach sowieckich miało status miasta zamkniętego ze względu na jedną z najważniejszych fabryk rakiet w ZSRR (Jużmasz/Piwdenmasz).
W 1918 r., przy znaczącym udziale Polaków, m.in. prof. Wincentego Tomaszewicza i prof. Władysława Dzierżyńskiego (lekarzy; W. Dzierżyński krótko, ok. roku, był jego prorektorem) utworzono obecny Dnieprzański Uniwersytet Narodowy im. Ołesia Honczara (wydział lekarski). Jego absolwentem jest późniejszy premier (1992–1993) i prezydent Ukrainy (1994–2005) – Łeonid Kuczma.

## Nazwa miasta

### Etymologie nazw historycznych
Wraz z ufundowaniem miasto nazwano Jekaterynosław na cześć fundatorki – carycy Katarzyny II. Nazwa składa się z 2 członów: Jekateryno – pochodzi od imienia carycy Katarzyny, które w języku rosyjskim w pełnej formie brzmi „Jekateryna”. Drugi człon „sław” w języku rosyjskim oznacza chwałę. Nazwa Jekaterynosław oznacza więc miasto na cześć chwały carycy, miasto pokazujące jej chwałę, potęgę.
Na przełomie wieku XVIII i XIX miasto przez 6 lat nosiło nazwę Noworosyjsk. Paweł I po objęciu tronu, postanowił zmienić nazwę przypominającą o potędze matki, do której był nieżyczliwie nastawiony i której wiele decyzji uchylał. Po skrytobójczej śmierci Pawła I, jego syn i następca, Aleksander I przywrócił pierwotną nazwę miasta.
W 1918, po utworzeniu Ukraińskiej Republiki Ludowej, jej działacze proponowali zmianę nazwy miasta na Siczesław (Січеслав). Nazwa ponownie posiada dwa człony – Sicz ma oznaczać kozacką organizację państwową. Proponowana nazwa byłaby więc hołdem dla tradycji historycznej Siczy Zaporoskiej.
W 1926 r. miasto przemianowano na Dniepropetrowsk. I jak w poprzednich przypadkach, nazwa została skomponowana z 2 członów: Dniepro – od Dniepru (po ukraińsku Dnipro, Дніпро) oraz Petrowsk na cześć związanego z miastem działacza komunistycznego Hryhorija Petrowskiego, ówczesnego przewodniczącego CKW USRR. W języku polskim istniało kilka wersji pisowni nazwy miasta: Dniepropetrowsk (oficjalny polski egzonim zalecany przez KSNG), Dniepropietrowsk (zapis rosyjskiej nazwy miasta w polskiej transkrypcji, w formie tej zmiękczony został człon oznaczający nazwisko Hryhorija Petrowskiego) lub Dnipropetrowśk (zapis ukraińskiej nazwy w polskiej transkrypcji).
19 maja 2016 Rada Najwyższa Ukrainy na podstawie ustawy „O potępieniu komunistycznych i narodowo-socjalistycznych (nazistowskich) reżimów totalitarnych na Ukrainie oraz zakazu ich propagandy i symboliki” z 15 maja 2015 roku (tzw. ustawa o dekomunizacji) wydała rozporządzenie na mocy którego zmieniła nazwę miasta Dniepropetrowsk na Dniepr (rozporządzenie weszło w życie z chwilą jego uchwalenia).

## Historia

### Starożytność

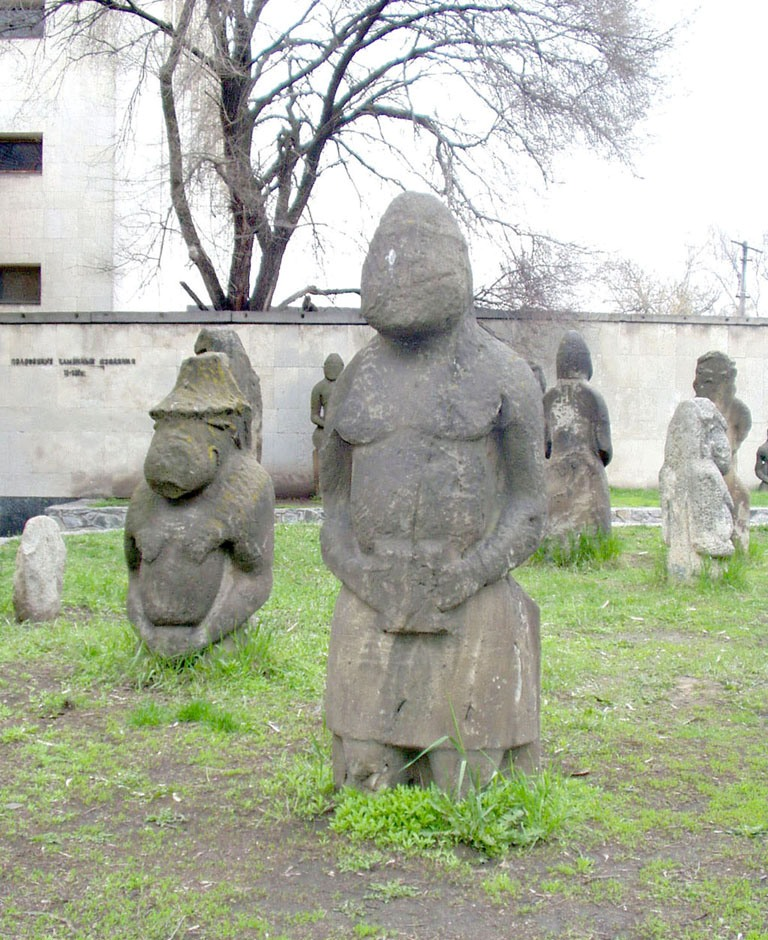
Baby kamienne w Muzeum Historycznym w Dnieprze

Pierwsi ludzie osiedlili się w okolicach zakola Dniepru około 15 000 lat temu. Ślady tego osadnictwa odkryto na Wyspie Klasztornej (ukr. Монастирський острів).
Po epoce lodowcowej (około 10 000 lat temu) osadnictwo w tym regionie nabrało tempa. Pomiędzy latami 3500 a 2700 p.n.e. rozwijała się tutaj Kultura Cucuteni-Trypole. Przyjazna okolica z rzeką pełną ryb, lasami i dobrym klimatem stwarzała doskonałe warunki dla ludów łowieckich, zbieraczych, rybackich.
Pomiędzy 1000 a 800 rokiem p.n.e. żyli tutaj koczowniczy Kimmerowie. Około 700 lat p.n.e. zostali wyparci przez nomadów Scytów, których z kolei około 200 rokiem p.n.e. wyparły ludy sarmackie. Wykorzystywały one m.in. dogodne połączenie rzeki Dniepr z Morzem Czarnym.
Kolejnym ludem przechodzącym te ziemie byli Połowcy, którzy pozostawili po sobie pamiątkę w postaci bab kamiennych, które de facto kobietami nie są. Figury znajdują się na terenie Muzeum Historycznego przy ulicy Akademika Jawornyckiego w Dnieprze (ścisłe centrum miasta).

### Średniowiecze
W III i IV stuleciu naszej ery około 40 km na południe od dzisiejszego miasta (wieś Baszmaćka, ukr. Башмачка) znajdowało się jedno z centrów imperium Gotów. Nieco później miały miejsce najazdy Hunów, Awarów, Protobułgarów oraz Węgrów. Po nich na ziemie te przybyli Słowianie.
Najprawdopodobniej w IX wieku (870 r.) na Wyspie Klasztornej, dziś znajdującej się w centrum miasta, z inicjatywy Bizancjum został założony klasztor. Miejsce zostało wybrane nie przypadkiem, miało to być najdalej na północ wysuniętym miejscem, do którego w swojej misji chrystianizacyjnej doszedł uczeń Jezusa – Andrzej Apostoł. W murach klasztoru często zatrzymywały się płynące z Kijowa na Krym czy Konstantynopol drużyny ruskich wojów. Klasztor został zniszczony najprawdopodobniej w czasie najazdu Mongołów w 1240 roku, został jednak odbudowany wraz z powstaniem Siczy Zaporoskiej.

### Pod panowaniemRzeczypospolitej Obojga Narodów

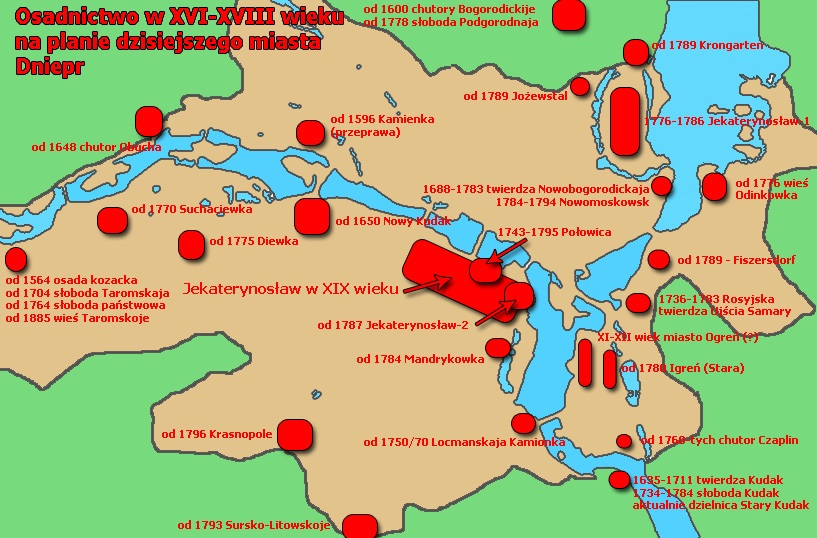
Osadnictwo od XVI do XVIII wieku na planie dzisiejszego miasta Dniepr

Na początku XV wieku zamieszkujące prawy brzeg Dniepru ludy tatarskie zostały wyparte przez Wielkie Księstwo Litewskie. Jednak już od połowy stulecia chanowie krymscy oraz zamieszkujący wybrzeże Morza Azowskiego Nogajowie ponownie najeżdżali te ziemie w celu ich odzyskania. Ustala się wtedy granica pomiędzy Wielkim Księstwem Litewskim a Chanatem Krymskim wzdłuż Dniepru, a dalej na wschód wzdłuż rzeki Samary, tj. przebiega ona w miejscu dzisiejszego miasta Dniepr. Czas ciągłych najazdów i walk spowodował znaczne wyludnienie się tych okolic. Bezludne i bezkresne ziemie zaczęto wtedy nazywać Dzikimi Polami.
Odrodzenie się tych ziem następowało od XVI wieku wraz z osiedlaniem się w tym rejonie Kozaków i tworzeniem Siczy, które stanowiły zaporę dla wypadów Tatarów na północ, oraz organizowały kontrwypady na ziemie tatarskie i tureckie.
W międzyczasie ziemie te dostały się pod panowanie polskie i samowolne działania kozaków – de facto poddanych króla polskiego, stały się bardzo uciążliwe dla władz. Napaści kozaków na ziemie sąsiadów (Tatarów, Turków) mogły sprowokować (i prowokowały) wybuch wojny pomiędzy krajami. Aby temu zapobiec, Polacy starali się zacieśnić kontrolę nad spływem band kozackich Dnieprem na ziemie sąsiadów. Na terenie dzisiejszego miasta Dniepr znajdowała się kozacka osada Samara wymieniona w dokumencie króla Polski Stefana Batorego z 20 sierpnia 1576 roku.

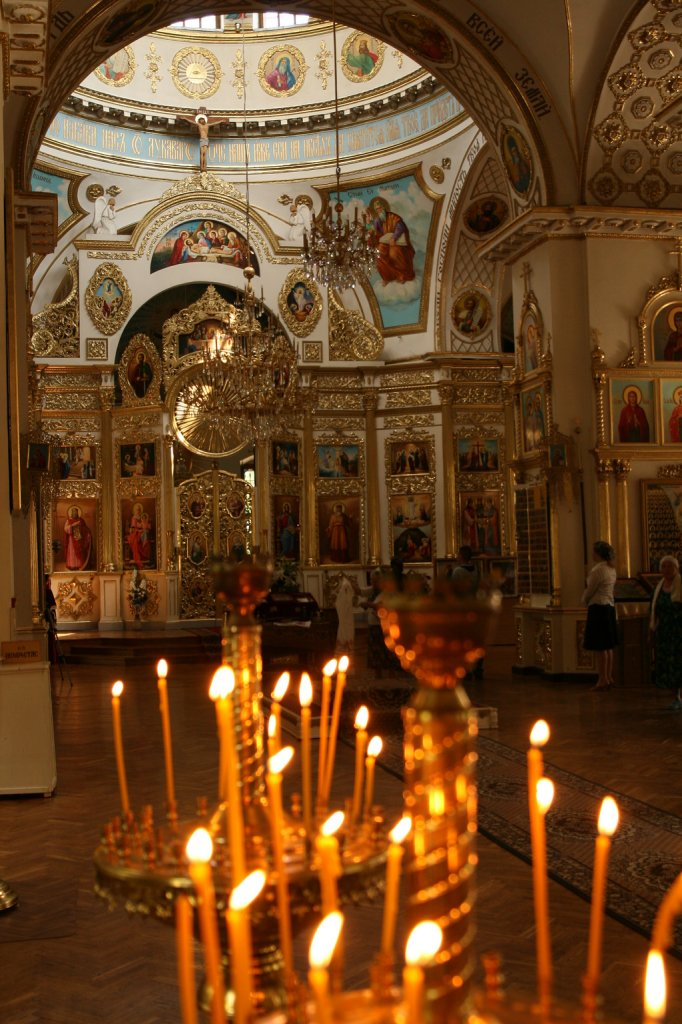
Sobór Przemienienia Pańskiego

Pierwszą fortyfikacją w tym miejscu była ufundowana w 1635 z inicjatywy hetmana wielkiego koronnego Stanisława Koniecpolskiego twierdza Kudak (około 10  km od centrum Dniepru w dół Dniepru, na prawym brzegu). Twierdza stała się centrum administracyjnym regionu, dookoła niej szybko osiedlili się ludzie. Nazwa wzięła się od nazwy pobliskiego porohu Kudackiego (Kojdackiego). Aktualnie w okolicy tej istnieje zabudowany rejon (dzielnica) nazywany „Stare Kajdaki”, a będący już częścią miasta. Poroh kojdacki znajduje się mniej więcej na wysokości lotniska w Dnieprze. Do naszych czasów w tej okolicy zachowały się ostatki wałów ziemnych z czasów twierdzy.
Bardzo szybko po ukończeniu budowy i osadzeniu wojskami, bo już w nocy z 3 na 4 sierpnia 1635, powracający z dolnego biegu Dniepru hetman Iwan Sulima napadł z zaskoczenia na twierdzę i spalił ją, wycinając 200-osobową załogę zachodnioeuropejskich najemników pod dowództwem Jeana Mariona. Twierdza została odbudowana przez inżyniera Guillaume’a La Vasseur de Beauplana dla polskiego rządu w 1638.

### Pod panowaniem rosyjskim
1 października 1648, po 7-miesięcznym oblężeniu przez powstańców kozackich, twierdza Kudak skapitulowała. Następnie na podstawie umowy z Rosją (ugoda perejasławska) Kudak został obsadzony przez Kozaków. Twierdza została ostatecznie zburzona przez Rosję na skutek upokarzających dla niej ustaleń traktatu pruckiego między Rosją a Turcją z 1711 roku.
Wraz ze zniszczeniem twierdzy ziemie dostały się pod panowanie tureckie, skąd z kolei przeszły ponownie pod chwilowe panowanie Rzeczypospolitej. Ostatecznie po IV wojnie rosyjsko-tureckiej rejon dzisiejszego Dniepru ostatecznie dostał się pod panowanie rosyjskie, choć granica Imperium z chanatem krymskim przechodziła jedynie 100 km na południe od miasta.
W 1688 r. w czasach Hetmanatu na miejscu osady Samara zbudowano bastionową twierdzę Bogorodica obsadzoną następnie przez moskiewską załogę.
Bliskość granicy nie przeszkodziła jednak w silnym osadnictwie i w następnych latach powstaje wiele mniejszych i większych osad w okolicy, część w dzisiejszych granicach miasta: Romankowo (Романково, 1740), Trytuzne (Тритузне, 1740), Kamieńskie (Кам'янське, 1750), Suchacziwka (Сухачівка, 1770, dziś w granicach miasta), Dijiwka (Діївка, 1775) (dziś w granicach miasta), Czapli (Чаплі, w latach 60. XVIII wieku), Odynkiwka (Одинківка, 1776). Już od 1732 r. istniała wieś Karnauhiwka (Карнаухівка, dziś terytoria miasta Kamieńskie), a w latach 1736–1783 u ujścia Samary istniała rosyjska twierdza (Усть-Самарский ретраншемент – tłum. dosłownie: Ujścio-Samarskie umocnienia), aktualnie znana jako wieś Rybalśke (Рибальське).

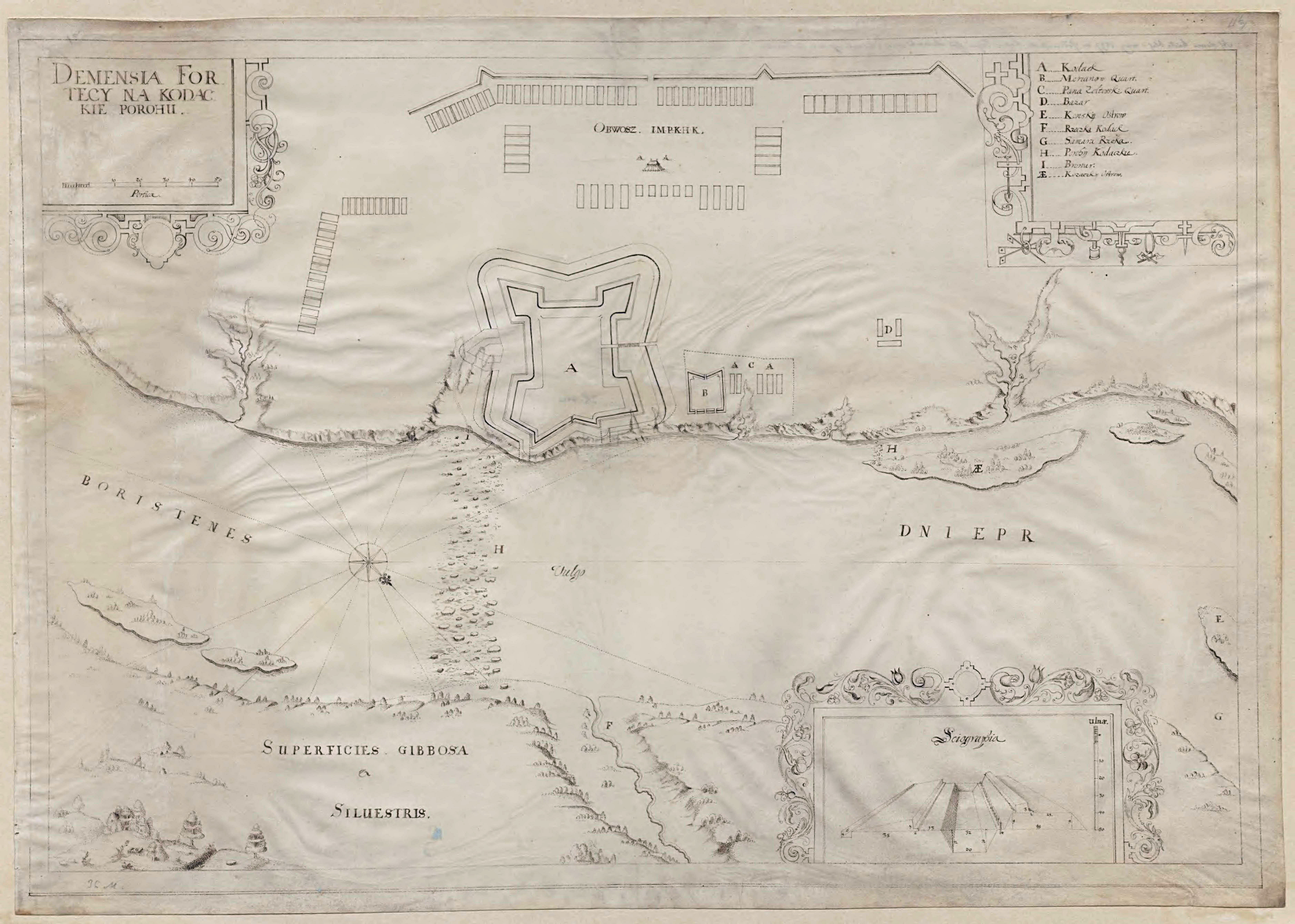
Plan twierdzy Kudak, dziś południowo-wschodnia granica miasta (północ z prawej strony planu)

W 1774 r. po zakończeniu V wojny rosyjsko-tureckiej chanat krymski z wasala imperium osmańskiego stał się wasalem Imperium Rosyjskiego. Na Krymie zainstalowano rosyjskie garnizony i epoka tatarskich najazdów ostatecznie się zakończyła. W 1775 r. na mocy ukazu Carycy Katarzyny II ostatecznie zlikwidowano Sicz Zaporoską, a jej ziemie przyłączono do guberni noworosyjskiej.
W końcu XVIII wieku na ziemiach tych zapanował spokój po kilku wiekach ciągłych najazdów, a na miejscu dzisiejszego Dniepru istniał już szereg mniejszych i większych osad, słobód i chutorów.

### Powstanie miasta Jekaterynosław
W 1776 r. na przy ujściu rzeczki Kilcień do Samary ufundowano nową osadę – Jekaterynosław. Miasto od razu zostało stolicą guberni noworosyjskiej, jednak na skutek błędnej decyzji co do położenia geograficznego wybrano tereny błotniste, częste nawiedzane powodziami. Skutkami było szerzenie się chorób wśród mieszkańców, z których w ciągu lat istnienia osady życie straciło w ten sposób kilka tysięcy osób. Osada przetrwała około 12 lat.
Nazwa przyszłego miasta pochodziła od imienia Carycy Katarzyny II.
22 stycznia 1784 caryca Katarzyna II wydała ukaz, na mocy którego powołano drugie miasto Jekaterynosław na rzece Dniepr. Oficjalnie miasto założono w czasie wizyty Katarzyny II która ułożyła pierwszy kamień przy budowie Soboru Przemienienia Pańskiego, 9 maja 1787.
Większość mieszkańców „starego” Jekaterenosławia została od razu przeniesiona na nowe miejsce. Na starym miejscu utrzymywano jeszcze jakiś czas zabudowania jako miejsce obsługi podróżnych i niedługo przesiedlono pozostałych mieszkańców na miejsce dzisiejszego Samara.
W czasie „przeprowadzki” z pierwszego do drugiego Jekaterynosławia (w latach 1784–1787), urzędy guberni znajdowały się w mieście Krzemieńczuk, skąd dopiero ukaz Katarzyny II przeniósł je w (1789 roku) ponownie do Jekaterynosławia.
Gubernatorem guberni noworosyjskiej był Grigorij Potiomkin i to właśnie on wprowadzał w życie plany budowy nowego miasta będącego oznaką potęgi Imperatorowej. Plany Potiomkina były bardzo ambitne. Zaplanował on mianowicie budowę miasta na placu 30 na 25 kilometrów.
Budując nowe miasto, ponownie popełniono błąd niezbyt udanej lokalizacji – na wzgórzu (dzisiaj wschodnia część głównej ulicy miasta, im. Akademika Jawornyckiego). Występowały tam trudności w dostępie do wody pitnej, dlatego wraz z rozwojem miasta jego centrum powoli „schodziło” w dół wzgórza ku rzece Dniepr, w kierunku, gdzie wcześniej znajdowała się słoboda Połowica. W latach 90. XVIII w. kozacka słoboda została wchłonięta przez rozrastający się Jekaterynosław, dzisiaj jest to centrum Dniepru.
Już na etapie planowania miasta wyznaczono miejsca i cele budowy:
- Sobór Przemienienia Pańskiego – miał być największą na świecie tego typu budowlą (na zdjęciu z prawej)
- Pałac Studentów Dnieprzańskiego Uniwersytetu Narodowego (zwany pierwotnie Pałacem Potiomkina, na zdjęciu z prawej)
- Uniwersytet (nigdy nie zbudowano)
- Ogród botaniczny na wyspie cerkiewnej
- Wszechstronne ulice poprzez miasto

Kilkadziesiąt lat wcześniej (w 1743 r.) na wzgórzu tym zamieszkał kozak Łazar Globa i uprawiał na nim sad. Gubernator odkupił od niego większość ziem i wybudował na nim swój pałac. Część sadu Globy istnieje do dzisiaj – w tym miejscu rozciąga się park Globy.
Wraz ze śmiercią generalnego gubernatora kraju Grigorija Potiomkina (w 1791 r.) i Katarzyny II (w 1796 r.) rozwój miasta wyhamował. Planowane inwestycje ograniczono. Zmniejszono na przykład rozmiar Soboru, którego budowę ukończono w 1835 r. Wybudowano manufakturę sukienniczą (1794). W 1796 r. w mieście istniało już 11 kamiennych domów (w tym istniejący do dziś Pałacem Studentów Dnieprzańskiego Uniwersytetu Narodowego, zwanym pierwotnie Pałacem Potiomkina) i 185 domów drewnianych. W tym samym czasie w sąsiednim Nowym Kajdakie było 239 drewnianych domów i lepianek. W 1804 r. w Jekaterynosławiu żyło 6389 osób.
W 1796 r. na mocy ukazu nowego imperatora Pawła miasto zmieniło nazwę na Noworosyjsk.

### Jekaterynosław w XIX wieku

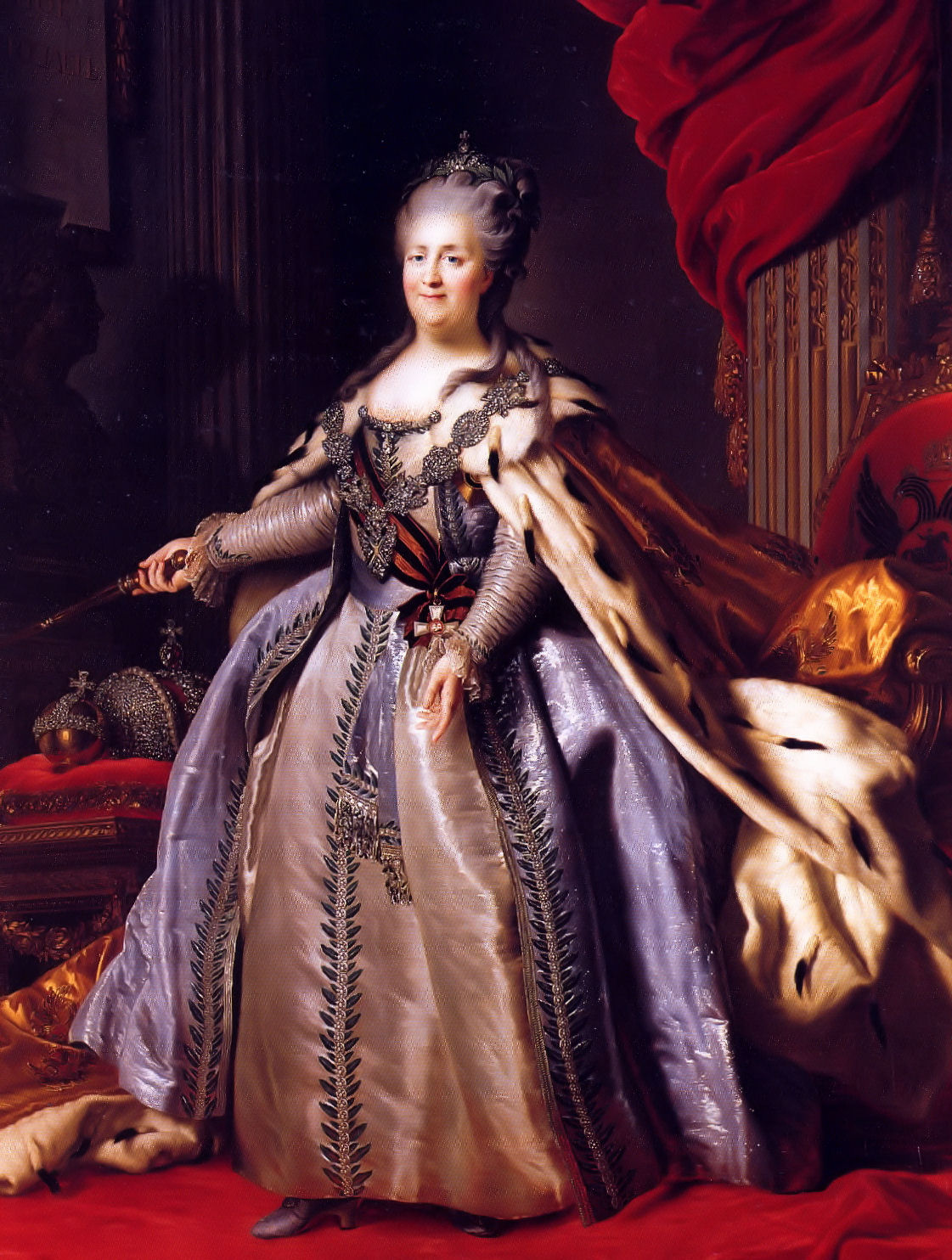
Caryca Katarzyna II, na cześć której nazwano miasto Jekaterynosław

Już w 1802 r. kolejny imperator Aleksander I powrócił do poprzedniej nazwy miasta. Liczba mieszkańców zwiększała się – w 1804 r. miasto zamieszkiwało 6389 osób, zaś w 1853 r. było ich już 13 011. W 1838 r. powstała pierwsza miejska gazeta Jekaterynosławskie guberniowskie wiadomości (ros. Екатеринославские губернские ведомости).
W 1862 r. w mieście było 315 kamiennych i 3060 drewnianych domów. W pierwszej połowie XIX wieku przemysłowy rozwój miasta był słaby, istniało tylko kilka manufaktur: ceglany, metalurgicznych, wytwarzających świece, mydło, wytapiających tłuszcz i garbarzy.
W 1873 r. na lewy brzeg Dniepru doprowadzono linię kolejową (stacja Niżniednieprowsk, dzisiaj oprócz stacji kolejowej istnieje tam bardzo duży węzeł kolejowy), łączący miasto z Charkowem przez miejscowość Sinielnikowo. Dopiero po 11 latach (w 1884 r.) miało miejsce otwarcie mostu przez Dniepr i dworca kolejowego w samym mieście (na prawym brzegu). Linia kolejowa przez Jekaterynosław (Kolej Jekateryninska) połączyła Donbas (zagłębie węglowe Doniecka) z Kriwbasem (zagłębie rudy żelaza Krzywego Rógu).
Odkrycie w okolicach Krzywego Rogu źródeł węgla i metali zapoczątkowało silny rozwój przemysłu w regionie i jego centrum. W mieście, dzięki inwestycjom francuskiego i niemieckiego kapitału pojawiło się kilka zakładów metalurgicznych (zmodernizowane w czasach sowieckich zakłady funkcjonują do dziś). Warsztaty kolejowe Jekaterynosławia były wówczas największe w rosyjskim imperium. Miasto intensywnie rozrastało się na skutek migrowania i osiedlania się robotników powstających fabryk. W 1865 r. w mieście mieszkało 22 816 osób, a w 1897 r. już 121 216 ludzi.
W 1897 r. belgijski inwestor uruchomił w Jekaterynosławie pierwszy elektryczny tramwaj, trzeci w Imperium po Kijowie i Niżnym Nowogrodzie. W 1899 r. otwarto w mieście szkołę górniczą, która w 1913 r. przekształciła się w Górniczy Uniwersytet (>istnieje do dzisiaj).
Pod koniec XIX wieku mieszkańcy miasta to w 42% Rosjanie, 35% Żydzi i jedynie 16% Ukraińcy.

### Miasto w XX wieku
Na początku XX wieku miasto nadal charakteryzowało się dynamicznym wzrostem, z 121 tys. w 1897 r. do 252,5 tys. mieszkańców w 1910 r.
Po przegranej Rosji z Japonią krajem wstrząsnęły wydarzenia 1905 r. W czasie zamieszek w mieście dziesiątki ludzi zostały zabite, Jekaterynosławiem wstrząsnęły także pogromy żydów. W mieście rozpoczynali swoje działania Iwan Babuszkin (Иван Васильевич Бабушкин) oraz Hryhorij Petrowski (Григорий Иванович Петровский).
W latach 1902–1933 znany historyk Siczy Zaporoskiej, Dmytro Jawornycki, był dyrektorem Muzeum w Dnieprze, które później przyjęło jego imię. Przed śmiercią w 1940 r. Jawornycki napisał książkę pod tytułem „Historia miasta Jekaterynosławia”. Książka nie była publikowana przez władze komunistyczne, aż do 1989 r. i reform Gorbaczowa.
W końcu I wojny światowej i ogłoszeniu ukraińskiej niepodległości w listopadzie 1917 r. w mieście wybuchła bolszewicka rebelia, która przejęła władzę na krótki czas. Miasto zostało zajęte przez okupacyjne wojska niemieckie i austriackie, które utrzymywały w nim władzę w sojuszu z Pawło Skoropadskim.
W październiku 1918 r. w otwarto uniwersytet (istnieje po dziś dzień pod nazwą Dnieprzański Uniwersytet Narodowy im. Ołesia Honczara).
W okresie wewnętrznych walk o rodzaj przyszłego ustroju Ukrainy miasto wielokrotnie przechodziło z rąk do rąk. Początkowo przeszło więc w ręce rządu Dyrektoriatu z dyktatorem Petlurą na czele, dalej władzę w mieście przejęli anarchiści Nestora Machny, następnie armia ochotnicza, tzw. denikinowcy, petlurowcy i inni. W 1919 r. miasto zostało zdobyte przez bolszewicką Armię Czerwoną, i pozostało w jej rękach pomimo prób odbicia w 1920 r. przez Białą Armię Piotra Wrangla.
W 1918 r., po utworzeniu Ukraińskiej Republiki Ludowej, jej działacze proponowali zmianę nazwy miasta na Siczesław (ukr. Січеслав, od sławić Sicz). W czasie rządów bolszewików, w 1926 r. miasto przemianowano na Dniepropetrowsk. Nowa nazwa została skomponowana z 2 członów: Dniepro – od rzeki Dniepr (po ukraińsku Dnipro, Дніпро) oraz Petrowsk – na cześć, związanego z miastem, działacza komunistycznego Hryhorija Petrowskiego.

### Okupacja niemiecka

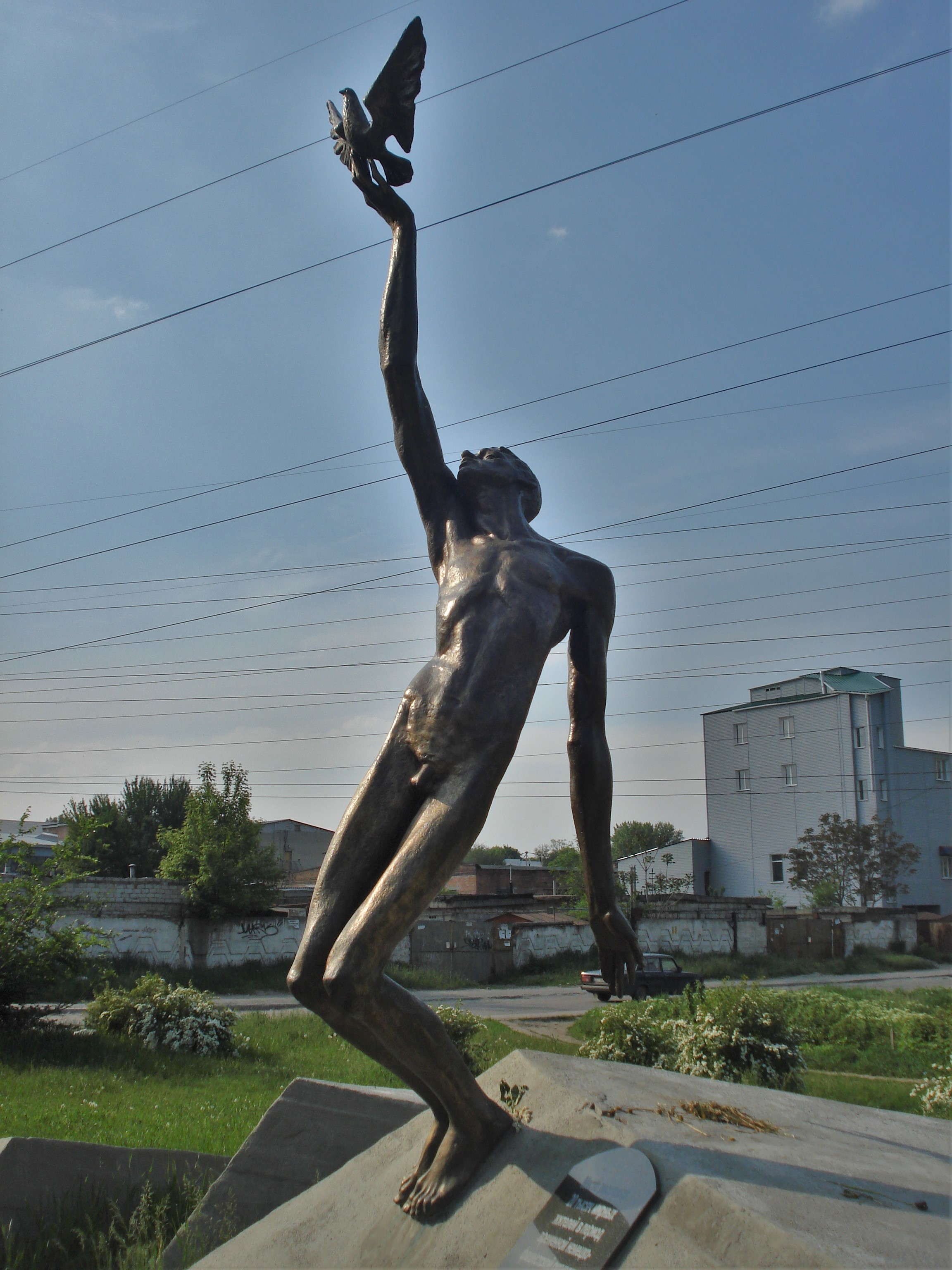
Pomnik ku pamięci 20 tysięcy Żydów rozstrzelanych w 1943 w ówczesnym Dniepropetrowsku

25 sierpnia 1941 miasto zostało zdobyte przez wojska niemieckie i weszło jako stolica do nowo utworzonej, niemieckiej jednostki administracyjnej Komisariatu Rzeszy Ukraina jako miasto okręgowe, z generalnym komisarzem Klausem Selznerem. Przed wojną miasto było dużym ośrodkiem życia Żydów. W chwili wkroczenia żołnierzy niemieckich żyło ich w mieście około 80 tysięcy. Już 12 października 1941 urządzono akcję rozstrzelania 11 tys. miejscowych Żydów. Do końca wojny przetrwało w mieście jedynie 15 osób pochodzenia żydowskiego.
Na cześć pamięci rozstrzelanych Żydów w miejscu ich śmierci stoi dziś Pomnik Ofiar Holokaustu. Znajduje się on przy ulicy Enerhetycznej w rejonie (dzielnicy) Czeczeliwśkim, przy skrzyżowani z ulicą Jangiela.
Zostało wyzwolone 25 października 1943 przez wojska 3 Frontu Ukraińskiego.

### Okres po II wojnie światowej w składzie ZSRR
Po wojnie miasto było odbudowane i zostało jednym z ważniejszych przemysłowych i naukowych centrów ZSRR. Już w 1945 r. praktycznie wszystkie ewakuowane wcześniej na wschód fabryki wróciły do miasta i wznowiły produkcję. Wraz z powrotem ewakuowanych fabryk budowano także nowe, funkcjonujące do dziś, takie jak:
- Jużmasz (tzw. Ju-eM-Ze, ros. Южный машиностроительный завод, budowany od 1944 r.), przedsiębiorstwo przemysłu kosmicznego.
- KB Jużnoje (Конструкторское бюро „Южное” им. М. К. Янгеля), biuro konstrukcyjne przemysłu kosmicznego,
- Dnieprowska Fabryka Budowy Maszyn (tzw. De-eM-Ze, ros. Днепровский машиностроительный завод od 1945 r.)
- Przydnieprowska TES (elektrociepłownia, od 1952 r.)
- Fabryka Ciężkich Pras (1953–1955)
- Fabryka kolejowa (1965–1961 budowana w ramach Wszechsowieckiej Komsomołskiej Budowy – Всесоюзная ударная комсомольская стройка)
- Fabryka tkanin „Dnieprianka” (1969)
- Fabryka „Polimermasz”

Znamiennym wydarzeniem historycznym jest wykorzystanie po II wojnie światowej jeńców niemieckich do odbudowy Państwa Sowieckiego. Jeńcy odbudowywali radzieckie miasta do połowy lat 50. Także w ówczesnym Dniepropetrowsku wykorzystywano ich w ten sposób, a zbudowane przez nich domy istnieją do dziś. Można je obejrzeć na przykład na ulicy Cholodnojarskiej w rejonie (dzielnicy) Czeczeliwskim, czy ul. Kalinowej.
W 1955 r. po zakończeniu odbudowy centrum miasta rozpoczęła się odbudowa południowych, wolnych od zabudowy przedmieść miasta, powstały ulice (aktualne nazwy): Stary Szljach (góra), Prospekt Bohdana Chmielnickiego, 12 kwartał, Prospekt Gagarina (góra), Prospekt Słobożański, oraz Prospekt Petra Kalniszewskiego (tzw. zabudowa chruszczowska, analogicznie do budowli w stylu gierkowskim w Polsce). Na prawym brzegu Dniepru została wybudowana najdłuższa w Europie nabrzeżna promenada (bulwar spacerowy).
W 1966 r. oddano do użytku drugi most przez Dniepr dla samochodów, najdłuższy most przez rzekę Dniepr (tzw. Nowy most)
W końcu lat 60. i w latach 70. wybudowano nowe osiedla z zabudową 9- i 12-piętrową: Czerwony Kamień (Червоний Камінь), Parus (Парус), Komunar (Комунар), Topolja (Топо́ля), Peremoha (Перемога, w latach 1971–1983), Sokil (Сокіл), Zachidnyj (Західний), Piwnicznyj (Північний ), Liwobereżnyj (Лівобережний), Kloczko (Клочко), Sonjacznyj (Сонячний), Juwiilejnyj (Ювілейний), osiedla przy ulicach Kałynowej (Калинова), Budiwelnykiw (Будівельників), Hładkowa (Гладкова).
Z kolei w końcu lat 70. i w latach 80. wybudowano osiedla Lewobereżnyj-3 (Левобережный-3), Frunzenskij (Фрунзенский), Podstancji (Подстанции), rozpoczęto zabudowę budynkami wielopiętrowymi góry ulicy Raboczej (Рабочей). W tym okresie wybudowano także szereg budynków o oryginalnej architekturze publicznego użytku:
- Budynek opery i baletu (Театр оперы и балета, 1974)
- Diorama „Bitwa o Dniepr” (1975)
- Letni amfiteatr w parku im. Szewczenko (Летний кинолекторий в парке им. Шевченко, w 1977)
- Nowy hotel w porcie lotniczym (1979)
- Nowy cyrk (1980)
- Dom Architekta (1980)
- Nowa klinika Ministerstwa Spraw Wewnętrznych (tzw. U-We-De УВД, 1982)
- Ukraiński teatr dramatyczny im. T. G. Szewczenko (1979),
- Kino Rodina (Родина).

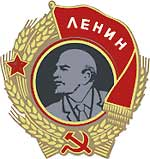
Order Lenina – przyznany miastu w 1976 roku

Na podstawie decyzji Rady Najwyższej ZSRR w dniu 20 maja 1976 ówczesny Dniepropetrowsk został odznaczony orderem Lenina.
W 1977 r., aby zwiększyć liczbę mieszkańców miasta, włączono pobliskie miasta Igreń (Игрень), Pridnieprowsk (Приднепровск), wieś Ciapli (Чапли) i inne. Operacja ta miała na celu przekroczenie przez miasto liczby 1 miliona mieszkańców, co uzasadniałoby budowę metra w mieście (milion mieszkańców to dolna granica ludności miasta ekonomicznie uzasadniająca budowę metra).
W Południowej Fabryce Budowy Maszyn (Ju-Em-Ze) od czasów powojennych rozwijała się budowa techniki wojennej. Ostatecznie fabryka produkowała bardzo istotne elementy wojskowych rakiet, stanowiąc jedną z najważniejszych tego typu instalacji w Państwie Sowieckim. Ze związku z tym do 1987 r. miasto pozostawało zamknięte dla obywateli spoza Związku Radzieckiego. Także mieszkańcy miasta, a zwłaszcza pracownicy Ju-Em-Ze mieli niezwykle utrudniony wyjazd za granicę, z obawy, o zdradę tajemnic wojskowych.
Pamiątką świetności Ju-Em-Ze gdzie produkowano siejące postrach na Zachodzie rakiety, jest model rakiety stojący nieopodal wejścia do Fabryki, a widoczny z zewnątrz (od ulicy Titowa).
Pod koniec lat 80. XX wieku w związku z kryzysem ekonomicznym w ZSRR rozwój miasta stopniowo hamował. Budowano nadal tylko osiedle Topol-1 (Тополь-1), Lewobereżnyj (Левобережный-3), Górną część ul. Raboczej (Рабочей).

### Miasto w niepodległej Ukrainie
W czerwcu 1990 r. w kobiecym oddziale miejskiego więzienia wybuchły zamieszki, na skutek których więzienie zostało zniszczone.
Pomimo trudności w połowie lat 90. oddano do użytku nowy dworzec autobusowy (głównie dzięki wysiłkom przyszłego premiera Ukrainy Pawło Łazarenko) oraz zakończono budowę pierwszej linii metra (6 stacji, linia o długości 7,9 km), nowy korpus chirurgiczny obwodowego szpitala im. Mecznikowa.
Podobnie jak w ciągu całych lat 90. w Rosji, tak i na Ukrainie i ówczesnym Dniepropetrowsku miała miejsce fala morderstw politycznych i mafijnych. Przeprowadzona w tym czasie rekonstrukcja rynku centralnego Ozerka (Озерка) wiąże się na przykład z kilkoma próbami morderstwa jego właściciela oraz zastrzeleniem innego biznesmena pochodzenia rosyjskiego.
Przez 40 lat powojennych liczba mieszkańców miasta podwoiła się, z 662 000 w 1959 r. do 1 203 000 w 1991 r. Po 1991 r. liczba mieszkańców stale się zmniejsza na skutek przyczyn naturalnych, jak mniejszej liczby urodzin, zwiększonej śmiertelności, czy przyczyn ekonomicznych, jak emigracja (np. do Rosji, Izraela, Niemiec, USA).

### Miasto – wiek XXI
Na początku XXI wieku miasto odczuło poprawę warunków ekonomicznych po kryzysie lat 90. Wybudowano i otwarto kilka centrów targowo-rozrywkowych. Powstały nowe salony samochodowe, kina. Bardzo rozrosła się także sieć placówek bankowych na terenie miasta.
Do 2005 r. najbardziej wpływowym politykiem Ukrainy był przedstawiciel „politycznego klanu” miasta – Leonid Kuczma.
W czerwcu i lipcu 2007 r. miastem wstrząsnęła fala seryjnych morderstw, wzbudzając powszechny przestrach. Plotki wśród ludności opisywały straszne szczegóły (czasami zmyślone) kolejnych morderstw, dodatkowo podsycane przez media jako dzieło szaleńca. Sprawców wkrótce pojmano i w lutym 2009 r. 3 młodych mężczyzn zostało osądzonych za udział w 21 morderstwach i okaleczenie kolejnych kilkunastu osób. Dwóch ze skazanych otrzymało wyroki dożywocia, trzeci wyrok 9 lat pozbawienia wolności (tzw. maniacy z Dniepropetrowska).
We wrześniu 2008 r. został otwarty po kapitalnym remoncie stadion Arena-Dnepr, który wcześniej wykorzystywany był jako bazar odzieżowy, w latach 90. klub Metallurg.
27 kwietnia 2012 w mieście miała miejsce seria wybuchów improwizowanych ładunków wybuchowych na przystankach tramwajowych wzdłuż głównej ulicy miasta.
W marcu 2014 r. na fali zmian związanych z rewolucją Euromajdanu obalono pomnik Lenina na Placu Lenina (w centrum miasta). Wkrótce nazwę placu przemianowano na „Plac Bohaterów Majdanu”.
19 maja 2016 Rada Najwyższa Ukrainy na podstawie ustawy „O potępieniu komunistycznych i narodowo-socjalistycznych (nazistowskich) reżimów totalitarnych na Ukrainie oraz zakazu ich propagandy i symboliki” (ukr. Закон „Про засудження комуністичного та націонал-соціалістичного (нацистського) тоталітарних режимів в Україні та заборону пропаганди їхньої символіки”) z 15 maja 2015 roku (tzw. ustawa o dekomunizacji) wydała rozporządzenie na mocy którego zmieniła nazwę miasta Dniepropetrowsk na Dniepr (rozporządzenie weszło w życie z chwilą jego uchwalenia).

## Demografia
Na dzień 1 marca 2008 roku w mieście żyło 1 mln 039 tys. osób.

### Dynamika zmian liczby mieszkańców miasta
| rok  | liczba mieszkańców |  |
| 1804 | 6389               |  |
| 1825 | 8412               |  |
| 1853 | 13 011             |  |
| 1865 | 22 816             |  |
| 1887 | 48,1 tys.          |  |
| 1910 | 232,5 tys.         |  |
| 1923 | 159 tys.           |  |
| 1926 | 237 tys.           |  |
| 1939 | 501 tys.           |  |
| 1959 | 662 tys.           |  |
| 1967 | 816 tys.           |  |
| 1970 | 904 tys.           |  |
| 1976 | ~ 1 mln            |  |
| 1979 | 1066 tys.          |  |
| 1989 | 1179 tys.          |  |
| 1991 | 1203 tys.          |  |
| 1993 | 1185 tys.          |  |
| 1996 | 1161 tys.          |  |
| 1998 | 1137 tys.          |  |
| 2001 | 1084 tys.          |  |
| 2003 | 1065 tys.          |  |
| 2005 | 1050 tys.          |  |
| 2008 | 1039 tys.          |  |

### Skład narodowościowy
Historyczny udział poszczególnych narodowości i grup etnicznych w populacji miasta na podstawie danych ze spisów powszechnych Imperium Rosyjskiego, ZSRR i Ukrainy:
- 1897 Według pierwszego (i jedynego) spisu powszechnego ludności Imperium Rosyjskiego z 1897 roku respondenci zadeklarowali jako język ojczysty[20][21]:

1. rosyjski: 47 140 (41,78%)
2. jidysz: 39 979 (35,43%)
3. ukraiński: 17 787 (15,76%)
4. polski: 3418 (3,03%)
5. niemiecki: 1438 (1,27%)
6. białoruski: 1383 (1,23%)
7. krymskotatarski: 726 (0,64%)
8. francuski: 163 (0,14%)
9. grecki: 161 (0,14%)
10. turecki: 159 (0,14%)

- 1926 W spisie powszechnym 1926 i wszystkich kolejnych spisach w czasach sowieckich respondenci deklarowali narodowość[22]

1. Ukraińcy: 83 748 (36,05%)
2. Rosjanie: 73 418 (31,6%)
3. Żydzi: 62 043 (26,7%)
4. Białorusini: 4338 (1,87%)
5. Polacy: 4110 (1,77%)
6. Niemcy: 1694 (0,73%)
7. Łotysze: 644 (0,28%)
8. Litwini: 471 (0,2%)
9. Tatarzy: 339 (0,15%)
10. Grecy: 236 (0,1%)

- 1939[23]

1. Ukraińcy: 273 571 (54,64%)
2. Rosjanie: 117 282 (23,43%)
3. Żydzi: 89 529 (17,88%)
4. Białorusini: 9443 (1,89%)

- 2001

1. Ukraińcy: 72,6%
2. Rosjanie: 23,5%
3. Żydzi: 1%
4. Białorusini: 1%

## Klimat
Klimat umiarkowanie kontynentalny, z silnym wpływem Dniepru, który znacznie zwiększa wilgotność powietrza wiosną i jesienią. Raz na 10–15 lat temperatura spada zimą poniżej –25 stopni Celsjusza.

### Średnie temperatury w skali roku
| Miesiąc                                            | Sty | Lut | Mar | Kwi | Maj | Cze | Lip | Sie | Wrz | Paź | Lis | Gru | Roczna |
| -------------------------------------------------- | --- | --- | --- | --- | --- | --- | --- | --- | --- | --- | --- | --- | ------ |
| Średnie temperatury w dzień [°C]                   | -2  | -1  | 4   | 13  | 21  | 24  | 25  | 25  | 20  | 12  | 4   | 0   | 12     |
| Średnie temperatury w nocy [°C]                    | -7  | -6  | -1  | 5   | 11  | 15  | 16  | 15  | 11  | 5   | -1  | -3  | 5      |
| Opady [mm]                                         | 45  | 36  | 34  | 38  | 46  | 59  | 56  | 37  | 36  | 32  | 42  | 52  | 42,75  |
| Źródło: gorod.dp.ua i Weatherbase {{{accessdate}}} |     |     |     |     |     |     |     |     |     |     |     |     |        |

### Rekordy temperatur
Tabela przedstawia najniższe i najwyższe zanotowane temperatury dla miasta Dniepr:
| miesiąc | max temp. | rok  | min. temp | rok  |
| ------- | --------- | ---- | --------- | ---- |
| Sty     | 11,5      | 1971 | –28,4     | 1954 |
| Lut     | 17,5      | 1990 | –29,7     | 1954 |
| Mar     | 24,1      | 1983 | –26,4     | 1964 |
| Kwi     | 28,4      | 1975 | –7,5      | 1956 |
| Maj     | 35,1      | 2007 | –2,6      | 1940 |
| Cze     | 36,6      | 1954 | 4,7       | 1958 |
| Lip     | 38,0      | 2002 | 7,6       | 1956 |
| Sie     | 40,1      | 1930 | 3,9       | 1970 |
| Wrz     | 36,5      | 1994 | –3,1      | 1977 |
| Paź     | 30,6      | 1952 | –7,4      | 1971 |
| Lis     | 23,6      | 1932 | –20,1     | 1931 |
| Gru     | 13,7      | 2000 | –28,6     | 1939 |

### Kierunki wiatrów

Róża wiatrów: N – północ, S – południe, E – wschód, W – zachód

Tabela przedstawia procentowy udział kierunku wiatrów w danym miesiącu dla miasta Dniepr:
| miesiąc | N  | NE | E  | SE | S  | SW | W  | NW | bezwietrznie |
| ------- | -- | -- | -- | -- | -- | -- | -- | -- | ------------ |
| Sty     | 11 | 13 | 11 | 16 | 12 | 13 | 11 | 13 | 8            |
| Lut     | 14 | 10 | 10 | 18 | 12 | 12 | 10 | 14 | 8            |
| Mar     | 14 | 13 | 11 | 14 | 15 | 11 | 8  | 14 | 9            |
| Kwi     | 13 | 12 | 15 | 16 | 13 | 10 | 8  | 13 | 11           |
| Maj     | 17 | 14 | 12 | 13 | 12 | 11 | 7  | 14 | 10           |
| Cze     | 17 | 13 | 10 | 12 | 12 | 10 | 9  | 17 | 14           |
| Lip     | 20 | 11 | 6  | 7  | 8  | 9  | 15 | 24 | 15           |
| Sie     | 19 | 11 | 8  | 8  | 11 | 8  | 13 | 22 | 17           |
| Wrz     | 17 | 12 | 6  | 9  | 14 | 11 | 13 | 18 | 17           |
| Paź     | 13 | 12 | 9  | 13 | 13 | 12 | 12 | 16 | 15           |
| Lis     | 10 | 13 | 19 | 21 | 11 | 9  | 7  | 10 | 10           |
| Gru     | 8  | 14 | 14 | 19 | 16 | 10 | 9  | 10 | 11           |
| Rok     | 15 | 13 | 11 | 14 | 12 | 10 | 10 | 15 | 12           |

## Podział administracyjny miasta

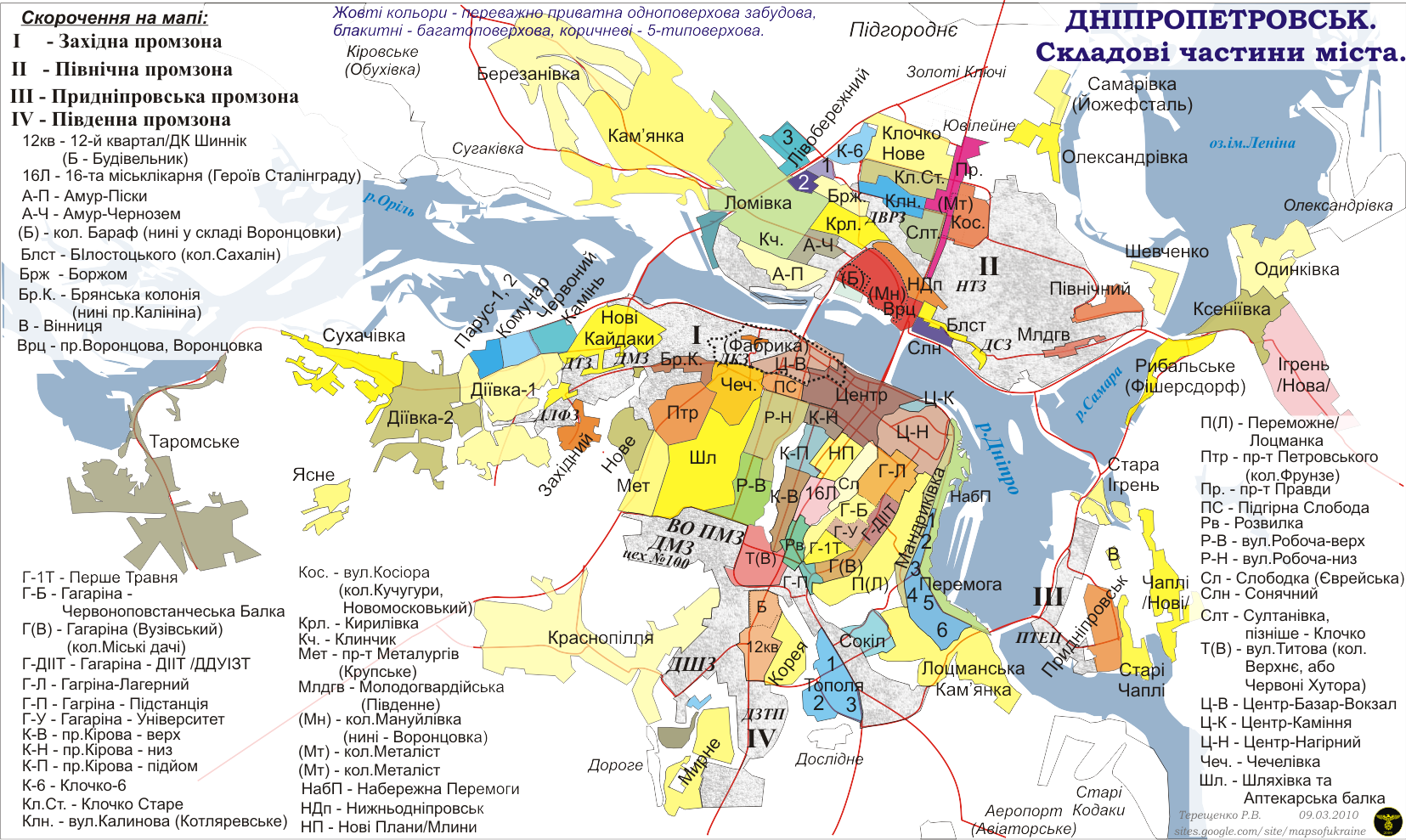
Szczegółowy podział miasta Dniepr

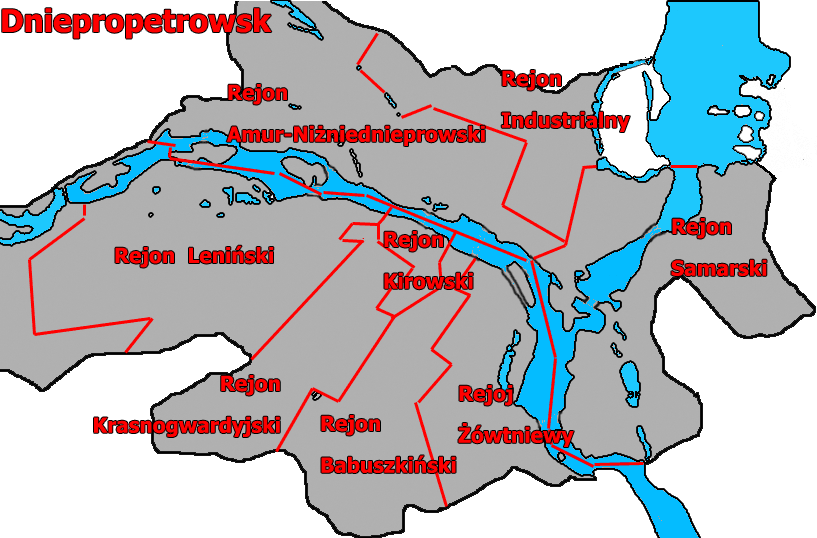
Schemat podziału miasta na dzielnice

### Amur-Nyżniodniprowśkyj (Амур-Нижньодніпровський)
Północno-zachodnia część miasta (lewy brzeg)

### Centralnyj (Центральний)
Centrum miasta

### Czeczeliwśkyj (Чечелівський)
Południowo-zachodnia część Dniepru

### Industrialnyj (Індустріальний)
Północno-wschodnia część miasta (lewy brzeg)

### Nowokodaćkyj (Новокодацький)
zachodnia część miasta

### Samarśkyj (Самарський)
Wschodnia część miasta (osiedla nad Samarą i południowa część miasta na lewym brzeg Dniepru)

### Sobornyj (Соборний)
Część wschodnia, prawy brzeg Dniepru

### Szewczenkiwśkyj (Шевченківський)
Środkowo-południowa część miasta

## Zabytki i ważniejsze budowle

### Pałac Studentów Dnieprzańskiego Uniwersytetu Narodowego

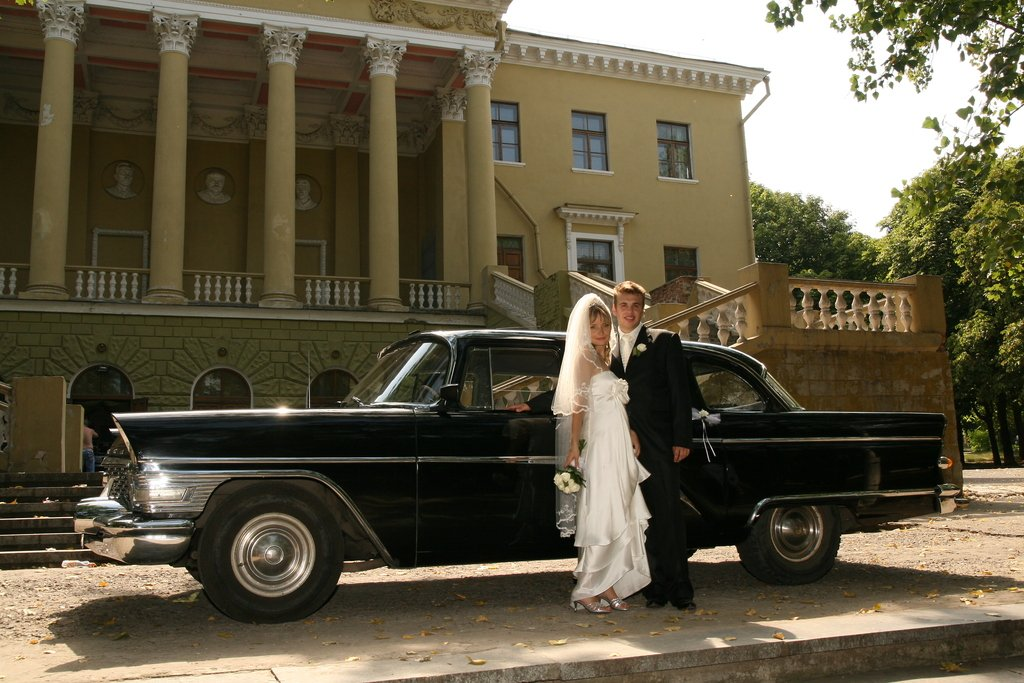
Pałac Studentów Dnieprzańskiego Narodowego Uniwersytetu

Pałac Studentów Dnieprzańskiego Uniwersytetu Narodowego (ukr. Палац студентів Дніпропетровського національного університету), wybudowany w 1789-1790 roku wieku jako siedziba Generalnego Gubernatora Gieorgija Potiomkina, z czego wzięła się pierwotna nazwa Pałac Potiomkina.
Gubernator nigdy go nie odwiedzał, wkrótce po ukończeniu budowy zmarł. Budynek szybko popadł w ruinę, dach załamał się, został zniszczony parkiet, poginęły wszystkie okna i drzwi. W latach 30. XVIII wieku zrujnowany budynek został podarowany miejscowej szlachcie przez Mikołaja I.
Wkrótce pałac w całości odnowiono i przywrócono do pierwotnego stanu. Organizowano tam zebrania i wybory.
Od roku 1849 otwarto w nim muzeum starożytności. Podczas wojny krymskiej (1853–1856), jak również i podczas I wojny światowej, pałac był wykorzystywany jako szpital, a podczas wojny rosyjsko-japońskiej (1904-1905) mieściła się w nim manufaktura szyjąca mundury dla żołnierzy. Pałac Studentów pełnił w swojej historii także różne funkcje społeczne. W czasie II wojny światowej, budynek spłonął. Pozostały po nim tylko ściany i kolumny.
W 1952 roku pałac został odbudowany i przyjął obecny kształt.

### Sobór Przemienienia Pańskiego

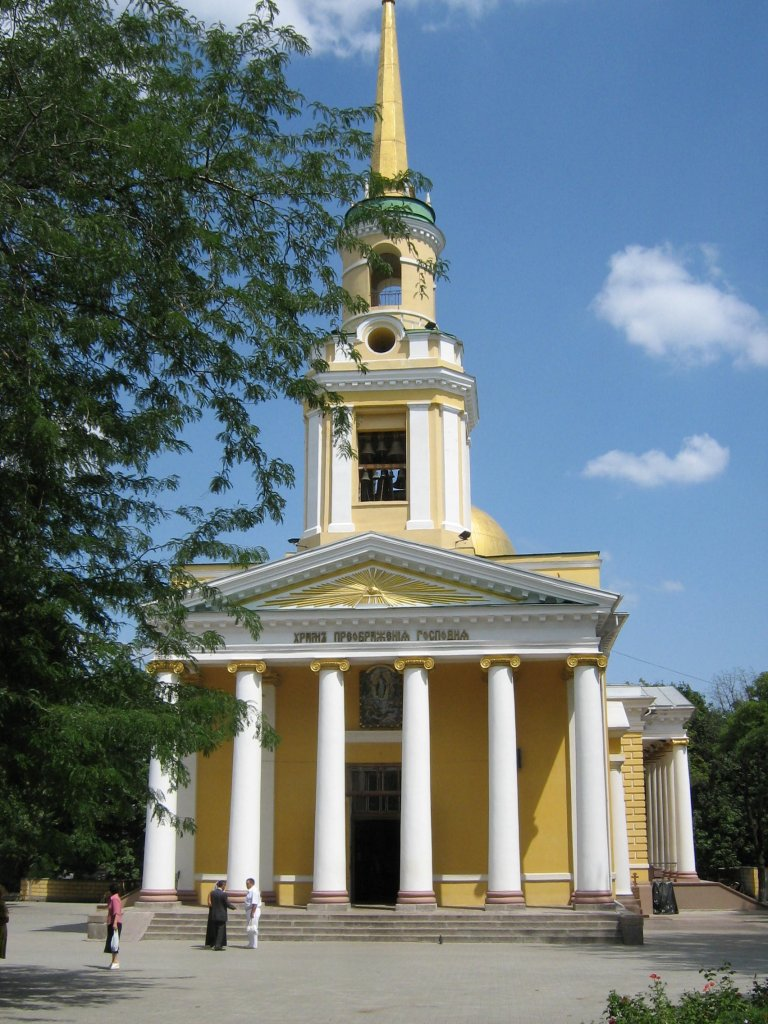
Sobór Przemienienia Pańskiego w Dnieprze

Sobór Przemienienia Pańskiego w Dnieprze (ukr. Спасо-Преображенський кафедральний собор) centralna świątynia Dniepru Ukraińskiej Cerkwi Prawosławnej. Święto patronalne w dniu Przemienienia Pańskiego – 19 sierpnia.
Budowę świątyni zaplanowano jako jedną z pierwszych budowli nowo powstającego miasta Jekaterynosław. Projekt powstał w 1786 roku i miała to być największa tego typu budowla na świecie. Kamień węgielny miała wmurować sam Katarzyna II w czasie oficjalnego otwarcia budowy nowego miasta – w dniu 9 maja 1787 roku. Wraz ze śmiercią carycy budowa zamarła i pierwotnego projektu nigdy nie zrealizowano.
Po zmianie projektu i zmniejszeniu planowanej świątyni budowę zakończono w 1835 roku. W latach 1930–1988 w soborze nie odbywały się liturgie, z wyjątkiem 1941 roku, kiedy podczas okupacji niemieckiej tymczasowo zezwolono na prowadzenie służby. W tym samym roku w czasie walk pomiędzy wojskami sowieckimi i niemieckimi na podwórze przed świątynią przyniesiono kilkadziesiąt ciał zabitych z pobliskich ulic. Zostały one złożone w zbiorowej mogile w pobliżu głównego wejścia do świątyni.
W latach 1975–1988 w świątyni działało muzeum religii i ateizmu. 21 stycznia 1992 roku świątynię oficjalnie przekazano Ukraińskiej Cerkwi Prawosławnej i od razu przystąpiono do jej restauracji.
Na terenie świątyni pochowanych jest szereg prawosławnych duchownych – biskupi Andrzej (Komarow), Warłaam (Iljuszczenko) i Kronid (Miszczenko) oraz duchowni: Władimir Kapustianski, Konstantyn Ohijenko, Fedor Duplenko i Andriej Kipricznikow.

### Synagoga Chóralna

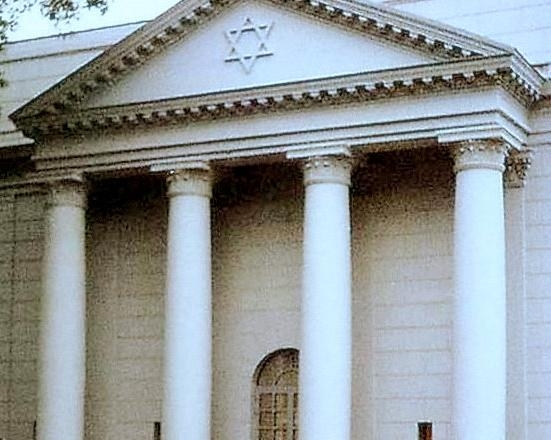
Synagoga Chóralna w Dnieprze

Synagoga Chóralna w Dnieprze zwana Złotą Różą (ukr. Дніпровська Хоральна Синагога Золота Роза) – żydowska bożnica zbudowana w połowie XIX wieku, od 2000 roku znów działająca w Dnieprze.
Pierwszy dom modlitewny w Dnieprze – wówczas nazywanym Jekaterynosławiem – został wzniesiony na początku XIX wieku, jednak w 1833 roku spłonął w pożarze. W połowie XIX wieku zbudowano murowaną synagogę w stylu klasycyzmu, z trójkątnym tympanonem i dwiema symetrycznie ustawionymi wieżyczkami.
W 1929 roku bóżnica została zamknięta i zamieniona w klub, a po 1947 roku w fabryczny dom kultury im. M. Wołodarskiego (odbywały się tu m.in. zajęcia sportowe). W 1996 roku gmach został zwrócony gminie żydowskiej, która przeprowadziła jego gruntowną rekonstrukcję. W 2005 roku dokonano uroczystego poświęcenia synagogi.

### Rynek centralny „Ozerka”

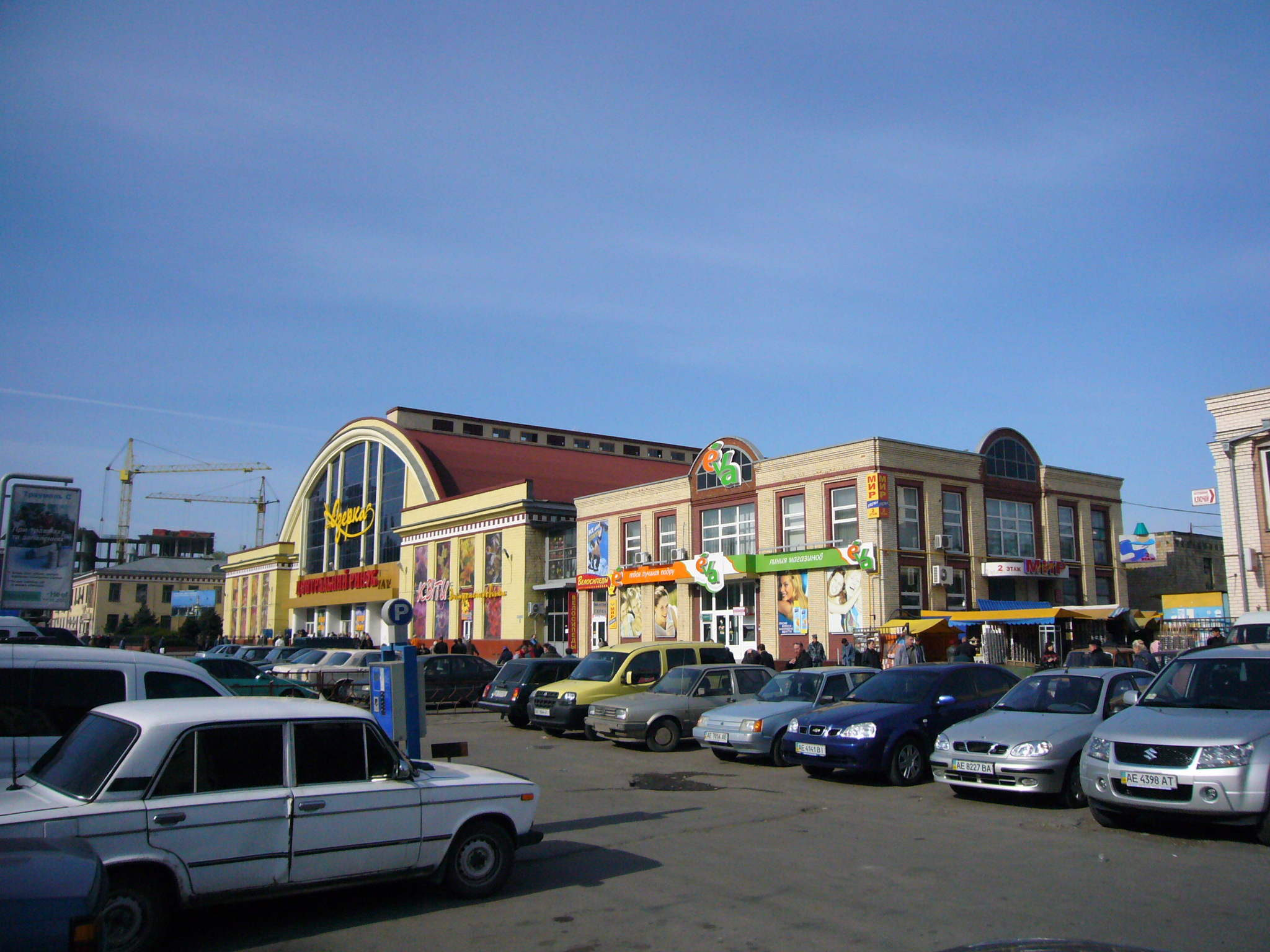
Centralny rynek Ozerka w dzień handlowy

Rynek Centralny lub Ozerka w Dnieprze – centralny rynek w Dnieprze, największy na Ukrainie pod względem obrotu.
Do lat 80. XIX wieku na miejscu dzisiejszego rynku znajdowało się jezioro. Równolegle do rozwoju miasta jezioro zamulało się i zarastało. Także rozwój miasta spowodował wkrótce konieczność zasypania jeziora. Na powstałym w ten sposób placu pojawiły się stragany handlowe, a miejsce zaczęto nazywać „Bazarem Oziernym” (bazarem jeziornym).
Dzisiaj rynek nosi oficjalną nazwę „Ozerka – rynek centralny” («Озерка»v– Центральний ринок). Znajduje się on tuż obok głównej ulicy miasta – prospektu Akademika Jawornyckiego, około 10 minut piechotą do dworca kolejowego.
Do rynku można dojechać tramwajami 1, 4, 7, 17 oraz trolejbusem B (Б). Na ulicach przylegających do rynku swoje przystanki ma również wiele linii autobusowych i taksówek.

### Centrum Diecezjalne
Centrum Diecezjalne w Dnieprze (ukr. Епархіальний центр) – budynek znajduje się na rogu ulicy Mychajła Hruszewskiego i ul. Plac Czerwony. Budynek wybudowany w latach 2001–2006.

### Cerkiew św. Mikołaja na Wyspie Klasztornej
Cerkiew św. Mikołaja w Dnieprze (ukr. Свято-Миколаївський храм) – usytuowana na Wyspie Klasztornej, wybudowana w 1999 roku.

### Teatr opery i baletu

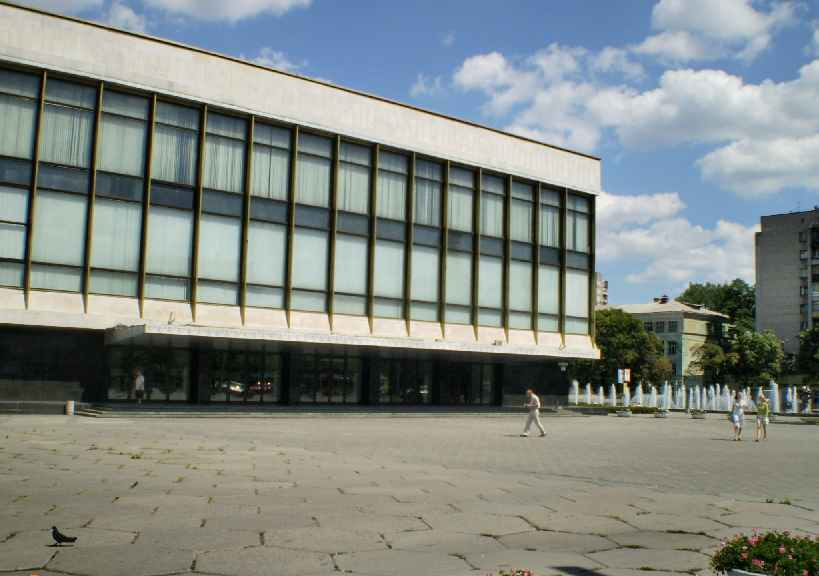
Front budynku opery w Dnieprze

Akademicki teatr opery i baletu (ukr. Дніпропетровський академічний театр опери та балету). Budynek znajduje przy głównej ulicy miasta – Akademika Jawornyckiego 74A. Na prawo od opery znajdują się efektowne fontanny, częste miejsce odwiedzin fotografujących się par nowożeńców.
Budynek oddano do użytku 26 grudnia 1974 roku i charakteryzuje go późno-modernistyczna architektura sowiecka lat 70. Już dwa dni później odbyło się pierwsze przedstawienie – Jezioro łabędzie. Od 1 stycznia 1975 roku w dni weekendu oraz święta pokazywane są dwa przedstawienia, dla dzieci oraz dorosłych. Od 1993 roku przy operze otwarto szkołę choreograficzną, która 12 maja 1999 roku wypuściła swoich pierwszych wychowanków.
W ofercie występy teatralne, opera, balet oraz chór chłopięcy.

### Cyrk
Budynek Cyrku – w którym występują grupy cyrkowe (ze zwierzętami, występami klaunów itd.), lokalna grupa oraz cyrki odwiedzające miasto. Usytuowany tuż obok rzeki Dniepr, ul. Siczesławskie nadbrzeże 33 (ukr. вул. Січеславська Набережна 33).

## Transport

### Port lotniczy
Port lotniczy (uk. Міжнародний аеропорт „Дніпро”) – międzynarodowy port lotniczy. Usytuowany na południowo-wschodnim skraju (prawobrzeżnego) Dniepru – 15 kilometrów od centrum miasta.

### Stacja kolejowa
Stacja kolejowa w Dnieprze – główna stacja kolejowa, ma 5 peronów. Kasy znajdują się w budynku po prawej stronie (osobne wejście z ulicy). Przed wejściem na dworzec płatny parking samochodowy oraz przystanek tramwajowy. Po przeciwnej stronie obszernego placu przed budynkiem stacji wejście do metra.

### Dworzec autobusowy
Dworzec autobusowy – położony około 500 m od Dworca kolejowego, ul. Kurczatowa 10. Oddany do użytku w latach 90. XX wieku. Dojazd tramwajami nr 1, 11, 14, 15. Realizuje autobusowe połączenia na terenie całego kraju i zagraniczne.
Poprzedni dworzec autobusowy znajdował się kilkaset metrów wcześniej – praktycznie naprzeciwko dworca kolejowego (po skosie w prawo przez plac przed dworcem idąc z niego). Na miejscu poprzedniego dworca znajduje się dziś rynek „Słowianka”.

### Mosty przezDniepr

#### Most amurski
|  | Most amurski lub Most stary (ukr. Амурський міст) – wybudowany w 1884 roku, kosztował około 4 milionów rubli. Został zaprojektowany przez jednego z najbardziej znanych rosyjskich inżynierów, budowniczych mostów Mikołaja Belelubskiego (ros. Николай Аполлонович Белелюбский). Otwarcie mostu miało miejsce 18 maja 1884 roku, wraz z otwarciem nowej linii kolejowej (Jekatyryninskiej). Był to pierwszy most, który po niemal dwóch wiekach otwierał połączenie kolejowe pomiędzy prawym a lewym brzegiem Dniepru. Most łączył słobodę Nowe Kajdaki (prawy brzeg) ze słobodą Kamienka. |

#### Most Kajdacki
|  | Most Kajdacki (ukr. Кайдацький міст) – most wybudowany jako część obwodnica Kijów – Donieck, miał umożliwiać przejazd pomiędzy tymi kierunkami bez wjeżdżania do Dniepru. Budowa miała także wzmocnić budownictwo mieszkaniowe na lewym brzegu rzeki. Otwarcia dokonano 10 listopada 1982 roku, długość mostu to 1732 metry, po 3 pasy drogowe w każdym z kierunków. Pomiędzy pasami znajdują się 2 linie tramwajowe, które dobudowano i uruchomiono 17 grudnia 1996 roku. |

#### Merefo-Chersoński most kolejowy
|  | Most Merefo-Chersoński (ukr. Мерефо-Херсонський міст) – jest to pierwszy most, który powstał w mieście. Jego budowa oparta jest o łuki, przechodzi przez Wyspę Klasztorną, łączy stacje Niżnodneprowsk na lewym brzegu z Południowym Dworcem Kolejowym. |

#### Most centralny
|  | Most centralny (ukr. Центральний міст) – most ruchu samochodowego, łączy centrum miasta z lewym brzegiem. Jest najdłuższym mostem na Ukrainie. |

#### Most Południowy
|  | Most Południowy (ukr. Південний містміст) jest częścią wschodniego odcinka obwodnicy Dniepru (aktualnie obwodnica w trakcie budowy). Długość mostu 1248 metrów, szerokość 22 metry. Był budowany etapami od 1982 do 1993 roku oraz od 1998 do 2000 roku. Otwarcie miało miejsce w grudniu 2000 roku, w roku 2002 zakończono węzeł komunikacyjny za zjazdem z mostu na lewym brzegu rzeki. |

### Transport miejski

#### Transport nocny
Jak w większości miast byłego ZSRR municypalny – nocny transport miejski jest bardzo słabo rozwinięty. W godzinach nocnych w Dnieprze nie działa metro, nie jeżdżą autobusy, trolejbusy i tramwaje. Po mieście rzadko poruszają się jedynie prywatne marszrutki (wybrane linie). W nocy bardzo popularne są za to taksówki operujące całą dobę.

#### Metro
Metro w Dnieprze (ukr. Дніпровський метрополітен) – system kolei podziemnej, trzecia pod względem liczby stacji miejska kolej podziemna Ukrainy. Metro uruchomiono 29 grudnia 1995, długość linii wynosi 7,9 km.
Obejmuje 1 linię z 6 stacjami: Wokzalna (ukr. Вокзальна), Metrobudiwnykiw (ukr. Метробудівників), Metałurhiw (ukr. Металургів), Zawodśka (ukr. Заводська), Prospekt Swobody (ukr. Проспект Свободи), Pokrowska (ukr. Покровська)
Dziennie z przewozów metra w Dnieprze korzysta 37,5 tys. pasażerów.

#### Trolejbusy
Po Dnieprze poruszają się trolejbusy zorganizowane w 18 linii. Trolejbusy zatrzymują się tylko na wyznaczonych przystankach. Jeżdżą w godzinach 5:30 do 23:00. Łączna długość tras wynosi 176,9 km.

#### Autobusy

##### Marszrutki
W mieście operuje tysiące marszrutek zorganizowanych w 147 linii. Koszt przejazdu wynosi 6 hrywny (około 0,85 PLN) i jest niezależny od długości przejechanego odcinka (za tę kwotę można przejechać całą trasę).
Marszrutki zatrzymują się na wezwanie. Należy ustawić się przy krawędzi drogi i widząc marszrutkę linii którą chcemy pojechać machnąć ręką dając w ten sposób znak kierowcy. Podobnie podczas wysiadania należy zwrócić się głośno do kierowcy z prośbą o zatrzymanie się w konkretnym miejscu.
Wsiadając do auta należy przekazać kierowcy odliczoną kwotę za przejazd. Kierowca ma obowiązek wydać bilet za przejazd (powszechne jest nie wydawanie pokwitowania).

### Kolej dziecięca
W parku Łazara Hloby Dnieprze od 1936 roku działa kolej dziecięca, będąca najstarszą tego typu koleją na Ukrainie i drugą najstarszą na świecie.

## Edukacja

### Szkolnictwo wyższe
- Dnieprzański Uniwersytet Narodowy im. Ołesia Honczara
- Narodowy Uniwersytet Techniczny (Politechnika Dnieprzańska)
- Przydnieprzańska Państwowa Akademia Inżynierii Lądowej i Architektury
- Narodowa Akademia Metalurgiczna Ukrainy
- Dnieprzański Państwowy Uniwersytet Spraw Wewnętrznych
- Dnieprzański Narodowy Uniwersytet Transportu Kolejowego

## Sport

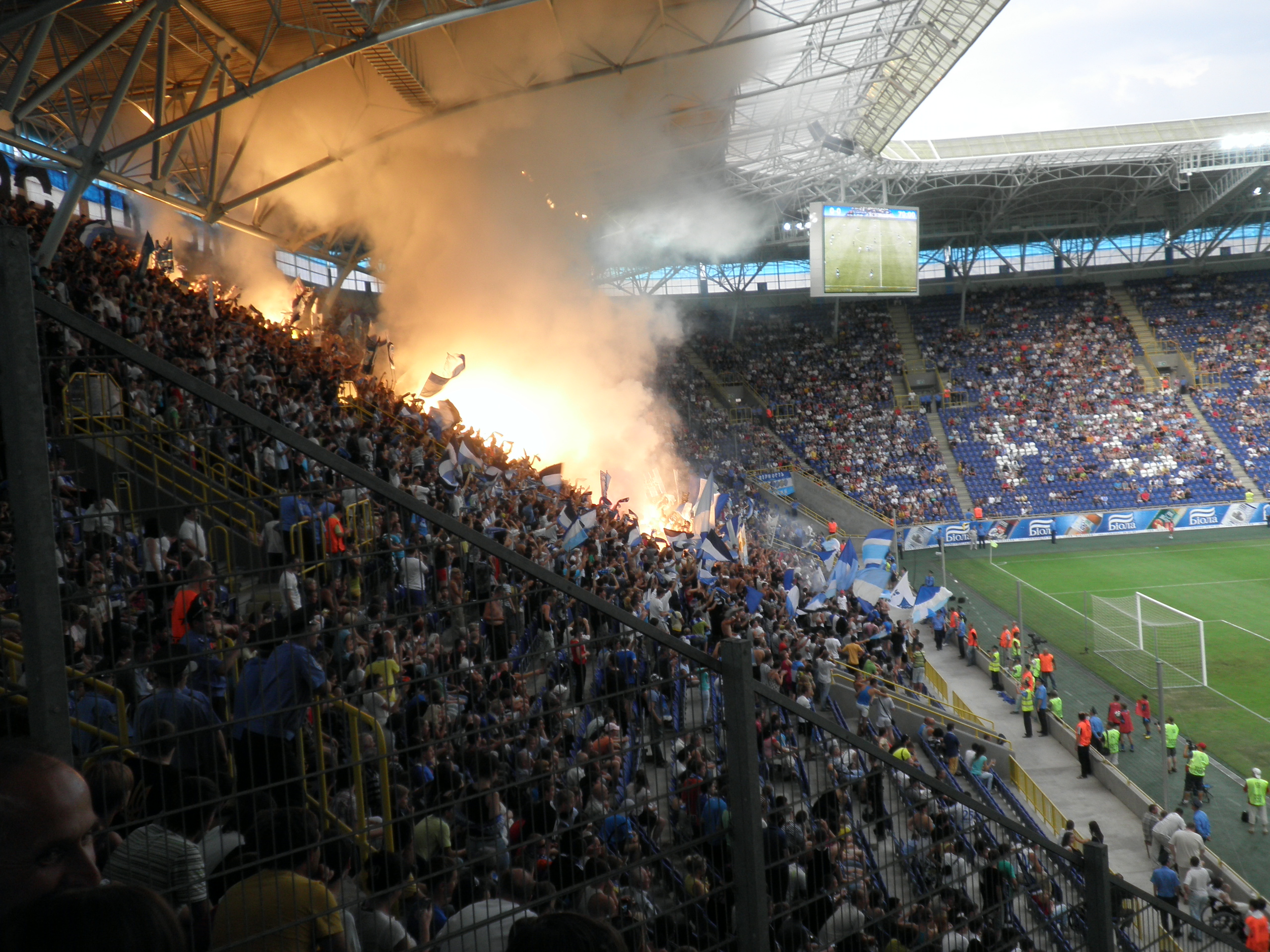
Stadion Dnipro Arena

Miasto jest słynne ze swojej drużyny piłkarskiej FK Dnipro, która została założona w 1918 roku. Drużyna 2 razy zdobyto Mistrzostwo ZSRR oraz zwyciężała w Pucharze ZSRR i Superpucharze ZSRR. Od początku rozrywek na niezależnej Ukrainie klub występuje w Premier Lidze, gdzie dwukrotnie zdobywał drugie miejsce i 6 razy finiszował trzecim. Największym osiągnięciem drużyny na arenie międzynarodowej jest udział w finale Ligi Europy UEFA w 2015 roku na Stadionie Narodowym w Warszawie. Domowym stadionem klubu jest Dnipro Arena, która jest w stanie zmieścić 31 003 kibica.
Dniepropetrowsk był miastem-kandydatem do współorganizacji Mistrzostw Europy w Piłce Nożnej 2012, które odbyły się w Polsce i na Ukrainie. W ramach przygotowań wykonano modernizację Stadionu piłkarskiego FK Dnipro. Jednak kandydatura miasta została ostatecznie odrzucona decyzją UEFA w dniu 13 maja 2009.

## Osoby związane z Dnieprem

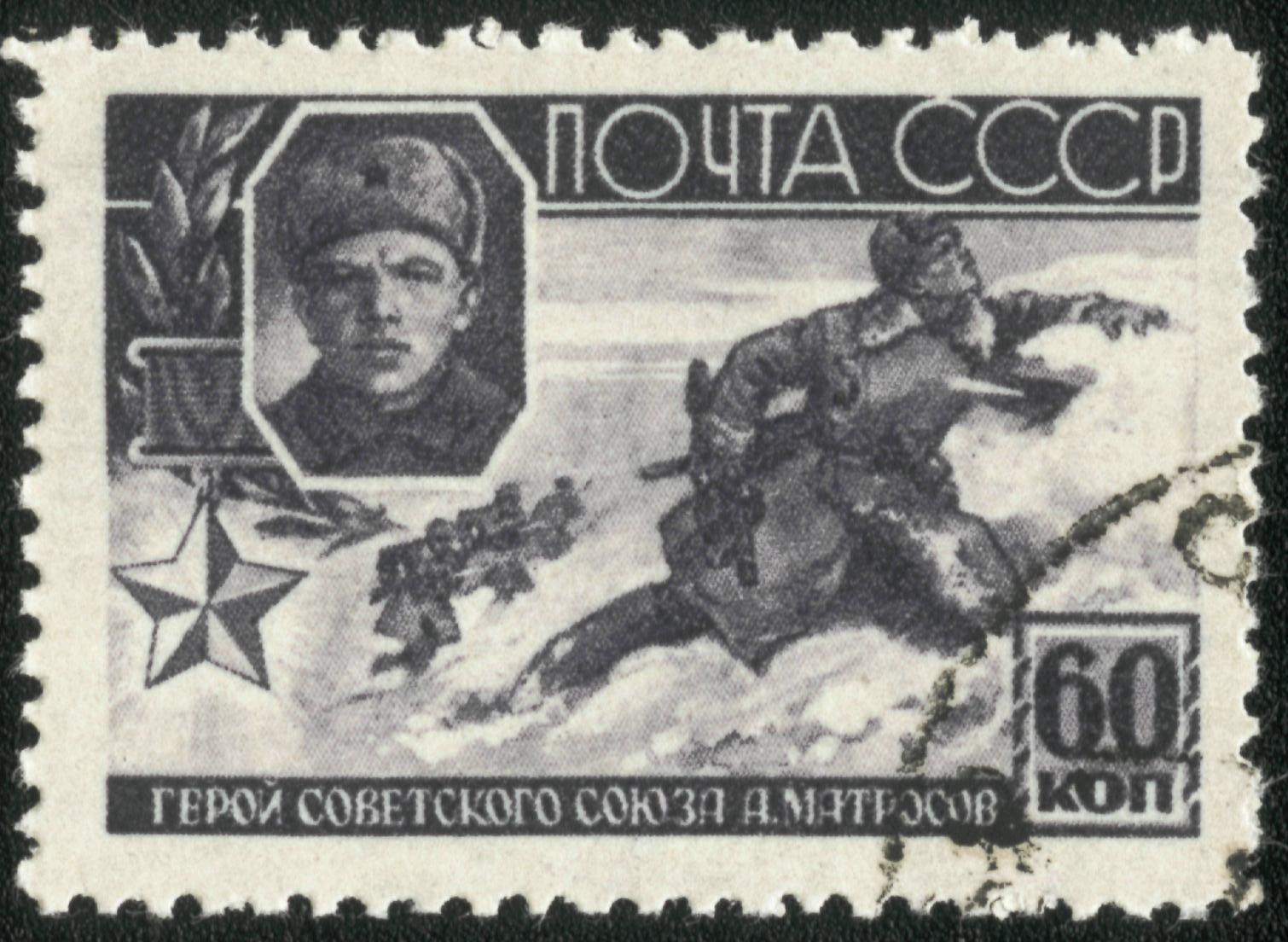
Znaczek na cześć Aleksandra Matrosowa, urodzonego w Jekaterynosławiu w 1926 roku

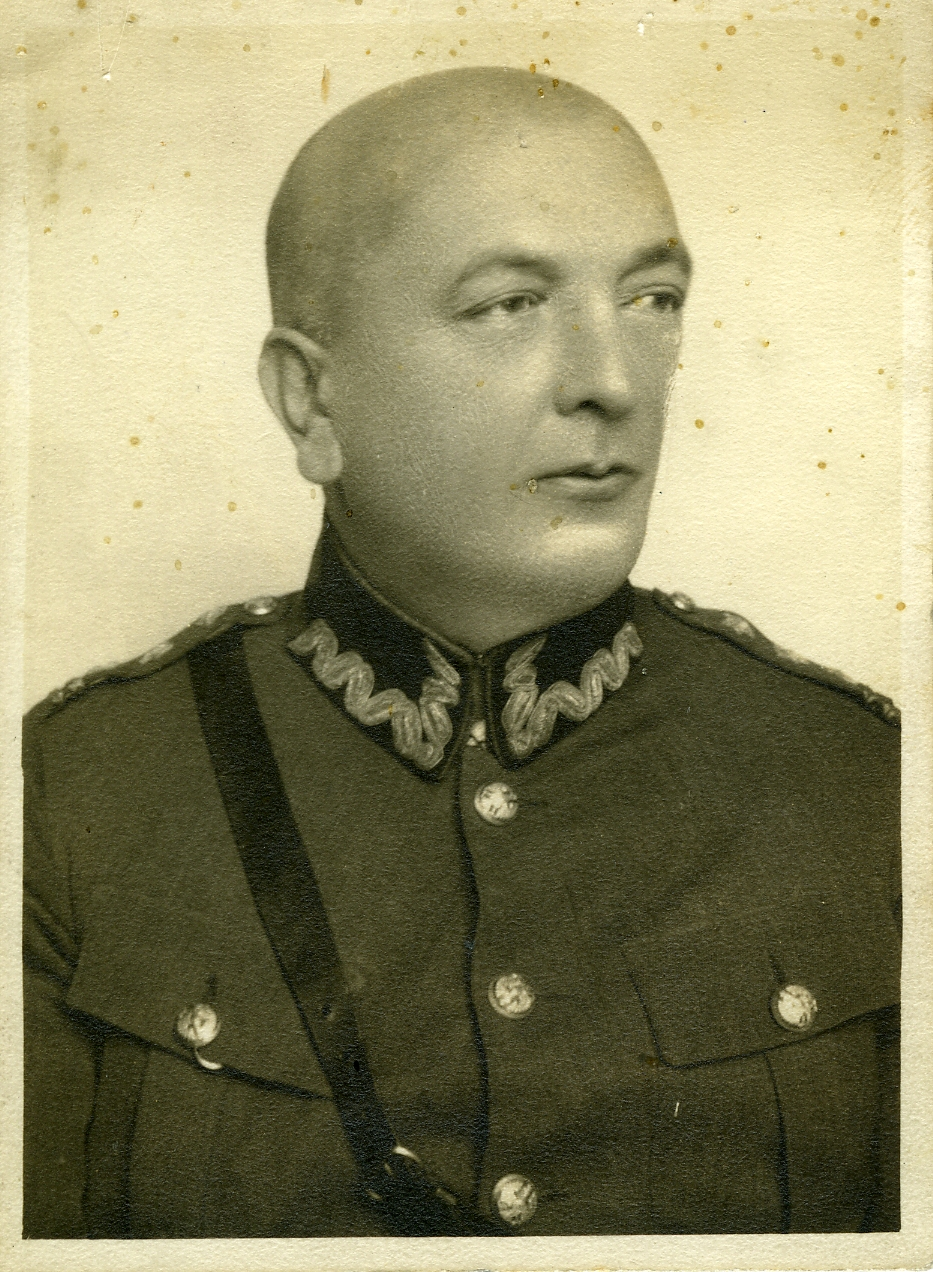
Władysław Dzierżyński

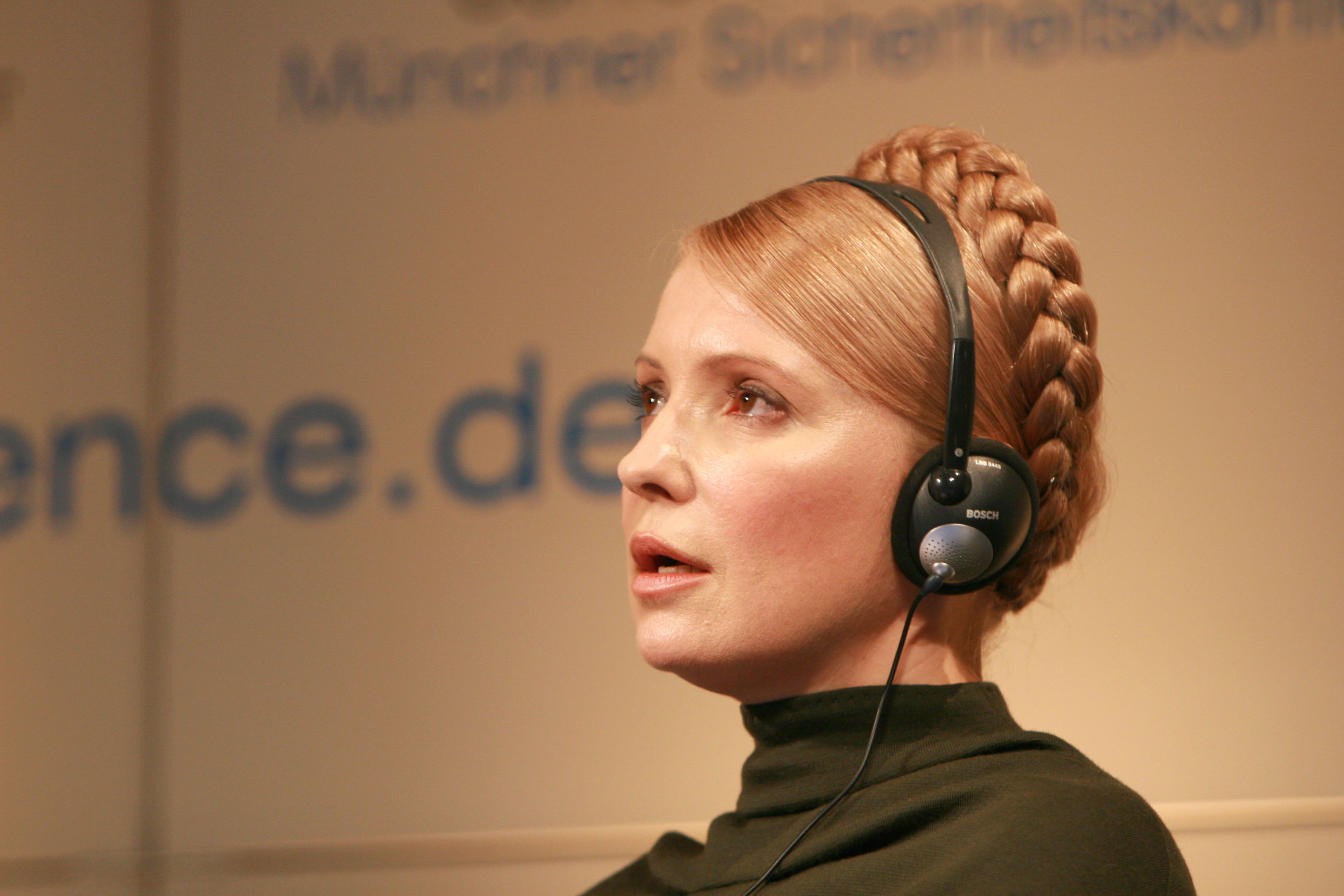
Julia Tymoszenko – ur. w ówczesnym Dniepropetrowsku, premier Ukrainy

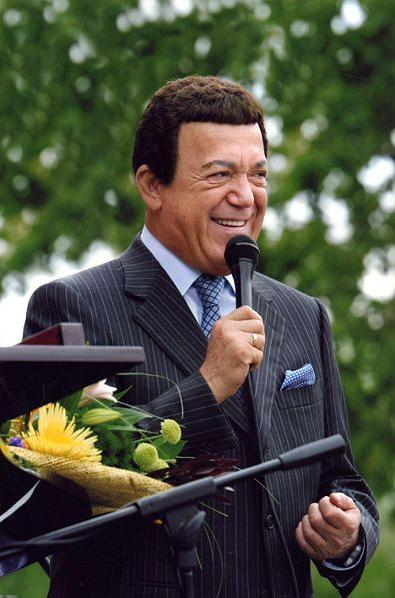
Iosif Kobzon – rosyjski śpiewak urodzony w ówczesnym Dniepropetrowsku

Wałerjan Pidmohylny

### Wojskowi
- Aleksander Matrosow – Bohater Związku Radzieckiego
- Jerzy Rzewnicki – polski inżynier, porucznik rezerwy pilot Wojska Polskiego II RP

### Naukowcy i uczeni
- Wincenty Tomaszewicz – prof. medycyny; współtwórca dnieprzańskiego uniwersytetu; w I połowie lat 20. XX w. wyemigrował do Polski, ostatecznie osiadając w Łodzi
- Władysław Dzierżyński – prof. medycyny; współtwórca dnieprzańskiego uniwersytetu, w I połowie lat 20. XX w. wyemigrował do Polski ostatecznie osiadając w Łodzi; autor pierwszego polskiego podręcznika z zakresu neurologii
- Tadeusz Wilgat – polski geograf, hydrograf, społecznik
- Marian Karol Dubiecki – polski historyk, podczas zamieszkania w Jekaterynosławiu autor monografii o twierdzy Kudak
- Wiktor Petrow – filolog, etnograf urodzony w ówczesnym Dniepropetrowsku
- Leonid Lewin  – rosyjsko-amerykański naukowiec komputerowy znany z pracy nad definicją problemu NP-zupełnego

### Politycy
- Łeonid Kuczma – premier (1992–1993) i prezydent Ukrainy (1994–2005)
- Julia Tymoszenko – polityk, doktor ekonomii, była wicepremier, premier Ukrainy w 2005 i ponownie od 18 grudnia 2007 do 11 marca 2010
- Pawło Łazarenko – polityk, były premier Ukrainy
- Wiktor Czebrikow – działacz KPZR, przewodniczący Komitetu Bezpieczeństwa Państwowego (KGB) w latach 1983–1988
- Ołeksandr Turczynow – polityk urodzony w ówczesnym Dniepropetrowsku
- Hryhorij Petrowski – pochodzący z Charkowa działacz komunistyczny. Pobierał nauki i pracował w Jekaterynosławiu. To na jego cześć za życia zmieniono nazwę miasta na Dniepropetrowsk.

### Artyści
- Leonid Kogan  – jeden z największych wirtuozów skrzypiec XX wieku.
- Iosif Kobzon – piosenkarz (bardzo znany i rozpoznawalny w Rosji i na Ukrainie)

### Pisarze i poeci
- Helena Bławatska
- Wałerjan Pidmohylnyj – prozaik i tłumacz

### Sportowcy

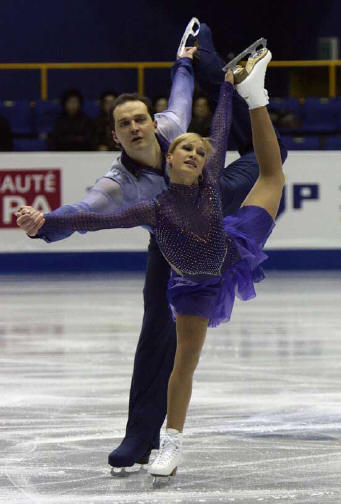
Tetiana Wołosożar urodzona w ówczesnym Dniepropetrowsku łyżwiarka. Zdjęcie z 2008 roku

- Włodzimierz Krygier – polski hokeista, olimpijczyk
- Sułtan Rachmanow – sportowiec
- Oksana Bajuł – łyżwiarka figurowa, mistrzyni olimpijska
- Polina Astachowa – gimnastyczka, wielokrotna medalistka olimpijska
- Tetiana Wołosożar – łyżwiarka, ur. w 1986 r. w ówczesnym Dniepropetrowsku
- Jarosława Mahuczich – ukraińska lekkoatletka uprawiająca skok wzwyż
- Ołeh Protasow – piłkarz, napastnik, ur. 1964 w ówczesnym Dniepropetrowsku
- Roman Neustädter – kazachsko-niemiecki piłkarz grający w drużynie 1. FSV Mainz 05, w niemieckiej 2 Bundeslidze, urodzony w ówczesnym Dniepropetrowsku w 1988 roku
- Tatjana Nawka – rosyjska łyżwiarka, uprawiała konkurencję tańców na lodzie
- Hennadij Łytowczenko – ukraiński piłkarz
- Kyryło Fesenko – ukraiński koszykarz
- Kateryna Tarasenko – wioślarka
- Witalij Rewa – piłkarz, reprezentant Ukrainy

### Znani biznesmeni
- Wiktor Pinczuk – korporacja Interpipe
- Ihor Kołomojski – korporacja PrywatBank

## Miasta partnerskie
- Wałbrzych,
- Szczecin (27.11.2010),
- Wilno (29.09.1998),
- Region Diuram, Ontario (6.05.2000),
- Taszkent (1998),
- Xi’an (1998)
- Herclijja (3.08.1993)
- Żylina (13.02.2003)
- Saloniki
- Lexington
- Ploeszti